# روزا لوكسمبورغ
روزا لوكسمبورغ (بالبولندية: Róża Luksemburg) (ولدت في 5 مارس 1871 كما في زاموشتس، كونغرس بولندا، الإمبراطورية الروسية، اغتيلت في 15 يناير 1919 في برلين)، سياسية اشتراكية ثورية ومنظّرة ماركسية وفيلسوفة واقتصادية بولندية ولاحقا ألمانية، أثّرت في الحركة العمالية الأوروبية والماركسية ومناهضة النزعة العسكرية، والحركة الأممية البروليتارية.
عملت ابتداءً من عام 1887 في الحركة الاشتراكية الديمقراطية في بولندا، ثم من عام 1898 في الاشتراكية الديمقراطية الألمانية، حيث حاربت منذ البداية النزعات القومية والانتهازية والتحريفية، ودعت إلى الإضرابات الجماهيرية وسيلةً للتغيير الاجتماعي والسياسي ولمنع الحرب. أسست فور اندلاع الحرب العالمية الأولى عام 1914، «المجموعة الأممية» التي انبثقت عنها لاحقًا رابطة سبارتاكوس، قادتها وهي في السجن مع كارل ليبكنخت من خلال كتابات سياسية حللت فيها وأدانت سياسة الهدنة التي انتهجها الحزب الاشتراكي الديمقراطي. أيدت لوكسمبورغ ثورة أكتوبر البلشفية، لكنها في الوقت نفسه انتقدت المركزية الديمقراطية التي أسس لها لينين والبلاشفة، كما عارضت نظرية لينين في حق القوميات في تقرير مصيرها. حاولت خلال الثورة الألمانية في نوفمبر 1918 التأثير على مجرى الأحداث من موقعها في رئاسة تحرير صحيفة "الراية الحمراء" في برلين، ودعت في ديسمبر 1918 في برنامج رابطة سبارتاكوس إلى إقامة جمهورية مجالس وإخراج الجيش من السلطة. في أوائل عام 1919 شاركت لوكسمبورغ في تأسيس الحزب الشيوعي الألماني الذي تبنى برنامجها، ولكنه رفض طلبها أن يشارك في الانتخابات البرلمانية المقبلة. بعد إخماد انتفاضة سبارتاكوس التي تلت ذلك قُتلت هي وكارل ليبكنخت على يد أفراد تابعين لفرقة خيالة في الجيش الألماني، وأدت هذه الجريمة إلى تعميق الانقسام بين الحزبين الشيوعي والاشتراكي الديمقراطي في ألمانيا.

## حياتها

### حياتها المبكرة (1871-1889)

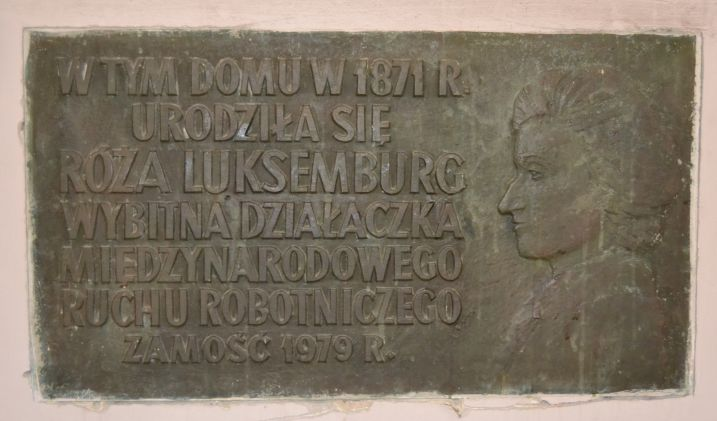
لوحة تذكارية على جدار المنزل الذي ولدت فيه روزا لوكسمبورغ في بولندا - أزالتها عام 2018 حكومة بولندا اليمينية

تاريخ ميلاد روزا لوكسمبورغ غير مؤكد، ولكن كل من شهادة ميلادها وشهادة زواجها ووثائق أخرى تشير إلى 25 ديسمبر 1870. إلا انها أشارت في واحدة من رسائلها عام 1907 إلى أن شهادة الميلاد قد صدرت في وقت لاحق فقط وأن التاريخ قد «تم تصحيحه»، وأنها في الواقع قد احتفلت هي وعائلتها دائمًا بعيد ميلادها في الخامس من مارس. في أوراق تسجيلها في جامعة زيورخ أعطت 1871 عاما لميلادها. ولذلك، يعطي كتّاب سيرتها الذاتية الأحدث 5 مارس 1871 تاريخا لميلادها. كذلك اختصرت بالعامية اسمها الأول روزاليا إلى روزا.
روزا هي الابنة الخامسة والأخيرة لتاجر الأخشاب اليهودي البولندي إليعزر لوكسمبرج (1830-1900)، وزوجته لينا لوفنشتاين (1835–1897)، حيث ولدت في بلدة زاموي الريفية التي كانت تقع في الجزء الخاضع للسيطرة الروسية من بولندا. كان خالها حاخامًا في كنيس في لمبرغ. كان حوالي ثلث سكان البلدة من اليهود البولنديين، ومعظمهم متعلمين ومن أنصار حركة التنوير، ولم ينتمِ أي من الوالدين إلى أي مجتمع ديني أو حزب سياسي، إلا أنهما تعاطفا مع الحركة الوطنية البولندية ودعما الثقافة المحلية، كانت الأسرة تتحدث وتقرأ البولندية والألمانية، وليس اليديشية، في المنزل. وقد علمت الأم الأطفال الشعر الكلاسيكي والرومانسي الألماني والبولندي. وظف الوالدان الثروة المتواضعة في تعليم الأبناء، فالتحق أخواها الكبار بالمدارس العليا في ألمانيا.
تلقت روزا تعليمًا شاملاً وتعلمت اللاتينية واليونانية القديمة بالإضافة إلى البولندية والألمانية والروسية، كما تعلمت الفرنسية والإنجليزية والإيطالية بنسبة أقل، وتعرفت على الأعمال الأدبية المهمة في أوروبا، واهتمت كذلك بالرسم وبعلم النبات والجيولوجيا، وجمعت النباتات والأحجار، وأحبت الموسيقى، وخاصة الأوبرا وأغاني هوغو وولف، وكانت طيلة حياتها معجبة جدا بالشاعر الوطني البولندي آدم ميسكيفيتش.
في عام 1873 انتقلت العائلة إلى وارسو لتقوية علاقات الأب التجارية ولتوفير فرص تعليمية أفضل للبنات، وفي عام 1874 أصابها مرض في الورك شُخّص خطأً على أنه مرض السلّ، وعولج بصورة غير صحيحة وتسبب بتشوهات في مفصل الفخذ أدت إلى إصابتها بعرج دائم. في سن الخامسة لزمت الفراش لمدة طويلة بأمر الطبيب، وفي تلك الفترة علمت نفسها القراءة والكتابة.
في سن التاسعة ترجمت قصصا ألمانية إلى البولندية وكتبت قصائد وقصص قصيرة، وفي الثالثة عشرة كتبت قصيدة ساخرة باللغة البولندية عن القيصر فيلهلم الأول الذي كان يزور وارسو في ذلك الوقت. في تلك القصيدة خاطبته باسمه الأول، وطالبته أن يأمر بصفته ملك الغرب «الوغد الماكر بسمارك، من أجل أوروبا، ألا يثقب سروال السلام».
ابتداء من عام 1884 التحقت روزا بالمدرسة الأساسية للبنات في وارسو، التي لم تقبل الفتيات البولنديات (ناهيك عن اليهودات) إلا في الحالات الاستثنائية، وحيث كان يُسمح بالحديث بالروسية فقط.
انضمت عام 1886 إلى مجموعة تعليم ذاتي سرية، وهناك تعرفت على المجموعة الماركسية «بروليتاريا»، وهي مجموعة أسست عام 1882 ومنعت ولوحقت من قبل الدولة وواصلت العمل السري، بما في ذلك مجموعة وارسو «البروليتاريا الثانية» التي انضمت إليها روزا لوكسمبورغ دون أن تخفي الأمر في المنزل أو في المدرسة. هناك تعرّفت إلى كتابات كارل ماركس، التي جلبت آنذاك بصورة غير قانونية إلى بولندا وترجمت إلى اللغة البولندية. في عام 1888 حصلت لوكسمبورغ على شهادة الثانوية العامة، وعلى الرغم من كونها الأفضل في فصلها ومتخرجة بأعلى تقدير، رفضت إدارة المدرسة منحها الميدالية الذهبية «بسبب معارضتها للسلطات». في ديسمبر 1888، غادرت لوكسمبورغ وارسو هرباً من الشرطة القيصرية، وانتقلت إلى سويسرا.

### فترة الدراسة في سويسرا وتأسيس الحزب الاشتراكي الديمقراطي البولندي (1890–1897)

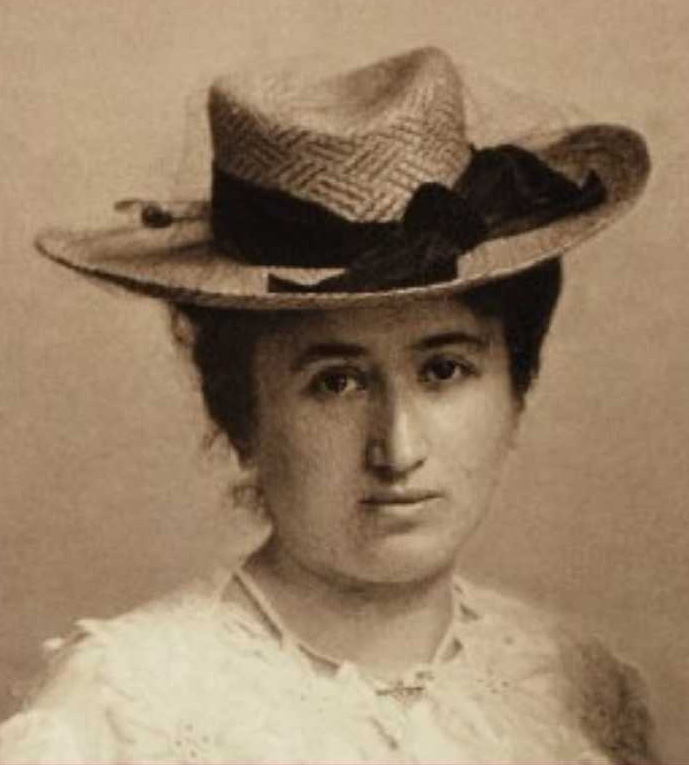
روزا لوكسمبورغ في صورة من الأعوام 1895-1900

في فبراير 1889 وصلت روزا لوكسمبورغ إلى زيورخ، وفي أكتوبر بدأت الدراسة في جامعتها، التي كانت المكان الوحيد في البلدان الناطقة بالألمانية الذي يسمح فيه للنساء والرجال بالدراسة على قدم المساواة، فدرست الفلسفة والرياضيات وعلم النبات وعلم الحيوان، وفي عام 1892 تحولت إلى فقه القضاء حيث تخصصت في القانون الدولي والقانون الدستوري العام وقانون التأمين، وفي عام 1893 التحقت أيضاً بالعلوم السياسية ودرست هناك الاقتصاد مع التركيز على المالية العامة والأزمات الاقتصادية وأزمات سوق الأوراق المالية. كما درست الإدارة العامة والتاريخ، وخاصة العصور الوسطى والتاريخ الدبلوماسي منذ عام 1815. تتلمذت في بالدرجة الأولى لدى يوليوس وولف الذي درس كل من آدم سميث وديفيد ريكاردو و"رأسمال" كارل ماركس الذي حاول دحضه، وقد أعرب وولف في عام 1924 عن قناعته بأنها كانت ماركسية مقتنعة حتى قبل أن تبدأ دراستها.
كانت زيورخ جذابة لكثير من الاشتراكيين الأجانب الملاحقين سياسياً، وقد تواصلت لوكسمبورغ بسرعة مع جمعيات المهاجرين الألمانية والبولندية والروسية التي حاولت من منفاها السويسري التحضير للإطاحة الثورية بحكوماتها. وعاشت في منزل عائلة كارل لوبيك (من الحزب الاشتراكي الديمقراطي الألماني) الذي كان قد هاجر إلى سويسرا بعد إدانته بتهمة الخيانة العظمى في عام 1872، ومن خلاله تعرفت عن قرب إلى الحزب الديمقراطي الاشتراكي الألماني. كما تعرف لوكسوبورغ هناك على الماركسيين الروس بافيل أكسلرود وجورجي بليخانوف، وشكلت دائرة من الأصدقاء ومجموعات المناقشة التي حافظت على اتصال منتظم بين الطلاب المهاجرين والعاملين.
ابتداء من العام 1891 كانت على علاقة شخصية بالماركسي الروسي ليو يوغيشس، الذي ظل شريكها حتى عام 1906، وظل قريبًا منها سياسياً طوال حياتها. وقد علمها يوغيشس أساليب العمل السري وساعدها في تمويل دراستها، وساعدته في ترجمة النصوص الماركسية إلى الروسية، التي كان يهربها إلى بولندا وروسيا في منافسة مع بليخانوف. لاحقا عزل بليخانوف يوغيشس في أوساط المهاجرين الروس وفشلت محاولات روزا لوكسمبورغ في الوساطة.
في عام 1892 أسس الحزب الاشتراكي البولندي بالتقاء عدة مجموعات بولندية ممنوعة، ومن بينها أعضاء سابقون في «بروليتاريا»، وقد سعى الحزب إلى استقلال بولندا الوطني وتحويلها إلى ديمقراطية برجوازية، وكان برنامجه بمثابة حل وسط بين مختلف التوجهات التي لم تتم مناقشتها بالكامل بسبب حالة الملاحقة. في يوليو 1893، أسست روزا لوكسمبورغ وليو يوغيشس ويوليان بالتازار مارشليفسكي وأدولف فارسكي صحيفة «حال العمال» (بالبولندية: Sprawa Rabotnicza) التي صدرت في باريس وكانت تكتب فيها باسم مستعار هو ر. كروسزينسكا. اتخذت لوكسمبورغ خطا أمميا صارما ضد برنامج الحزب الاشتراكي البوندي، حيث ارتأت أن الطبقة العاملة البولندية لا يمكنها أن تحرر نفسها إلا جنباً إلى جنب مع الطبقات العاملة الروسية والألمانية والنمساوية، واعتبرت االأولوية لا في التخلص من الهيمنة الروسية في بولندا، بل في العمل معاً للإطاحة بالقيصرية، ثم الرأسمالية والنظام الملكي في جميع أنحاء أوروبا.
سمح لها بصفتها محررة في الصحيفة بأن تكون مندوبة بولندية في مؤتمر الأممية الثانية الذي عقد في أغسطس 1893 في زيورخ، وهناك أكّدت في تقريرها عن تطور الاشتراكية الديمقراطية في بولندا الروسية منذ عام 1889 على أن أجزاء بولندا الثلاثة أصبحت الآن مندمجة اقتصادياً في أسواق الدول المحتلة إلى درجة أن استعادة الدولة القومية البولندية المستقلة ستكون خطوة عفا عليها الزمن، وإلى الوراء. نتيجة لذلك، طعن مندوب الحزب الاشتراكي البولندي في صفتها التمثيلية، وردت عليه بخطاب جعلها معروفة عالمياً، وفيه أوضحت أن وراء النزاع البولندي الداخلي مفترق طرق سيؤثر على جميع الاشتراكيين، وأشارت إلى أن مجموعتها تمثل وجهة النظر الماركسية الحقيقية وبالتالي تمثل البروليتاريا البولندية. لكن أغلبية الكونجرس اعترفت بوفد الحزب الاشتراكي البولندي باعتباره الوفد البولندي الشرعي الوحيد، واستبعدت روزا لوكسمبورغ.
بعد ذلك أسست مع رفاقها في أغسطس 1893 الحزب الاشتراكي الديمقراطي لمملكة بولندا (ابتداء من العام 1900 الحزب الاشتراكي الديمقراطي لمملكة بولندا وليتوانيا)، وقد اعتمد المؤتمر التأسيسي السري للحزب في وارسو في مارس 1894 مقالتها الرئيسية في يوليو 1893 برنامجاً للحزب، وصحيفة «قضية العمال» جهازاً للصحاقة. رأى الحزب نفسه الخليفة المباشر لمنظمة «بروليتاريا»، وهدف في تضاد صارم مع الحزب الاشتراكي البولندي إلى وضع دستور ديمقراطي ليبرالي للإمبراطورية الروسية بأكملها مع الحكم الذاتي الإقليمي لبولندا، من أجل التمكن لبناء حزب اشتراكي بولندي روسي مشترك. ولهذه الغاية، اعتبر التعاون الوثيق والمتكافئ مع الاشتراكيين الديمقراطيين الروس وتوحيدهم ودمجهم في الأممية الثانية أمراً ضروريا. اعتبر الحزب فكرة بولندا المستقلة سراباً ووهماً يهدف إلى تشتيت انتباه البروليتاريا البولندية عن الصراع الطبقي العالمي، وطالب الاشتراكيين الديمقراطيين البولنديين في أجزاء بولندا الثلاثة بالانضمام إلى الأحزاب الاشتراكية في بلدانهم وتقويتها، وقد نجحت بالفعل في توطيد دعائم الحزب في بولندا وجذب الكثيرين من مؤيدي الحزب الاشتراكي البولندي إليها.
ترأست روزا لوكسمبورغ صحيفة «قضية العمال» حتى إيقافها في يوليو 1896، ودافعت عن برنامج الحزب في الخارج بمقالات خاصة. في كتابها «بولندا المستقلة وقضية العمال» كتبت: الاشتراكية والقومية لا يتناقضان في بولندا فحسب، بل بصورة عامة. القومية هي مراوغة تقوم بها البرجوازية، وإذا التزم العمال بها فإنهم سيعرضون تحررهم للخطر، لأن البرجوازية تفضل التحالف مع حكام كل منهم ضد عمالهم في حالة حدوث ثورة اجتماعية مهددة. بذلك ربطت لوكسمبورغ دائمًا التجارب البولندية بتجارب البلدان الأخرى، وكثيراً ما كانت تتحدث عن الإضرابات والمظاهرات خارج بولندا، محاولة تعزيز الوعي الطبقي الأممي. خلق لها هذا أعداء داخل وخارج الاشتراكية الديمقراطية البولندية وكثيرا ما تعرضت لهجمات ذات طابع معاد للسامية. فعلى سبيل المثال كتب أعضاء منظمة «المئات السود» اليمينية أن «سمومهما» جعلت العمال البولنديين يكرهون وطنهم الأم، وأن هذا «البلغم اليهودي» يقوم «بعمل شيطاني للتدمير» بهدف «قتل بولندا».

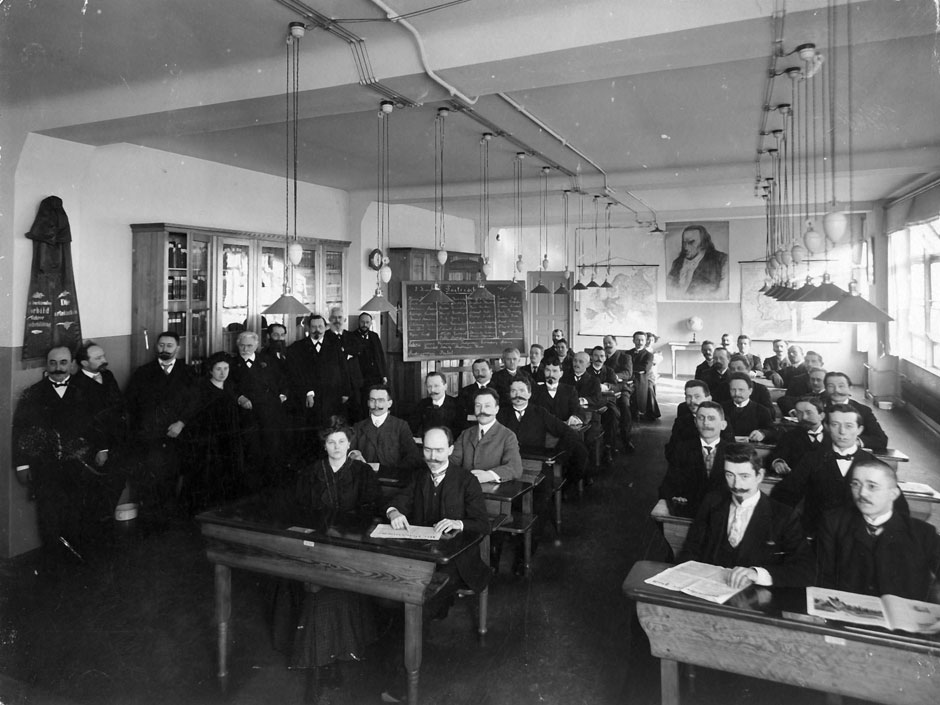
قيادى الحزب الحزب الاشتراكي الديمقراطي الألماني في زيارة للمدرسة الحزبية - روزا لوكسمبورغ واقفة، الرابعة من اليسار، أوغست بيبل (الخامس من اليسار، فريدرش إيبرت (يسار الطاولة الثالثة في الصف الأيمن)

تحضيرا لمؤتمر الأممية الثانية في لندن عام 1896، دافعت روزا لوكسمبورغ عن موقفها في الصحف الاشتراكية الديمقراطية مثل فورفرتس ونويه تسايت، وتوصلت إلى نقاش حول هذا الموضوع، حيث كان من بين من أيد روبرت سايدل وجان جوريس وألكسندر بارفوس، في حين عارض كارل كاوتسكي وويلهلم ليبكنخت وفيكتور أدلر موقفها، ووصفها أدلر ممثل الماركسية النمساوية بـ «الأوزة العقائدية» وحاول نشر بيان مضاد في الحزب الاشتراكي الديمقراطي الألماني. في المؤتمر حاول الحزب الاشتراكي أن يعرّف استقلال بولندا هدفا ضروري للأممية، واتهم ممثلي حزب لوكسمبورغ بالعمالة للقيصر. لكن هذه المرة قبلت لوكسمبورغ وحزبها ممثلين مستقلين عن الاشتراكية الديموقراطية البولندية، وفاجأت الكونجرس بمطلب قرار مضاد، يقول بأن الاستقلال الوطني لا يمكن أن يكون عنصرًا في برنامج حزب اشتراكي. في النهاية وافقت الأغلبية على صيغة توفيقية تؤكد عمومًا على حق الشعوب في تقرير المصير، دون ذكر بولندا.

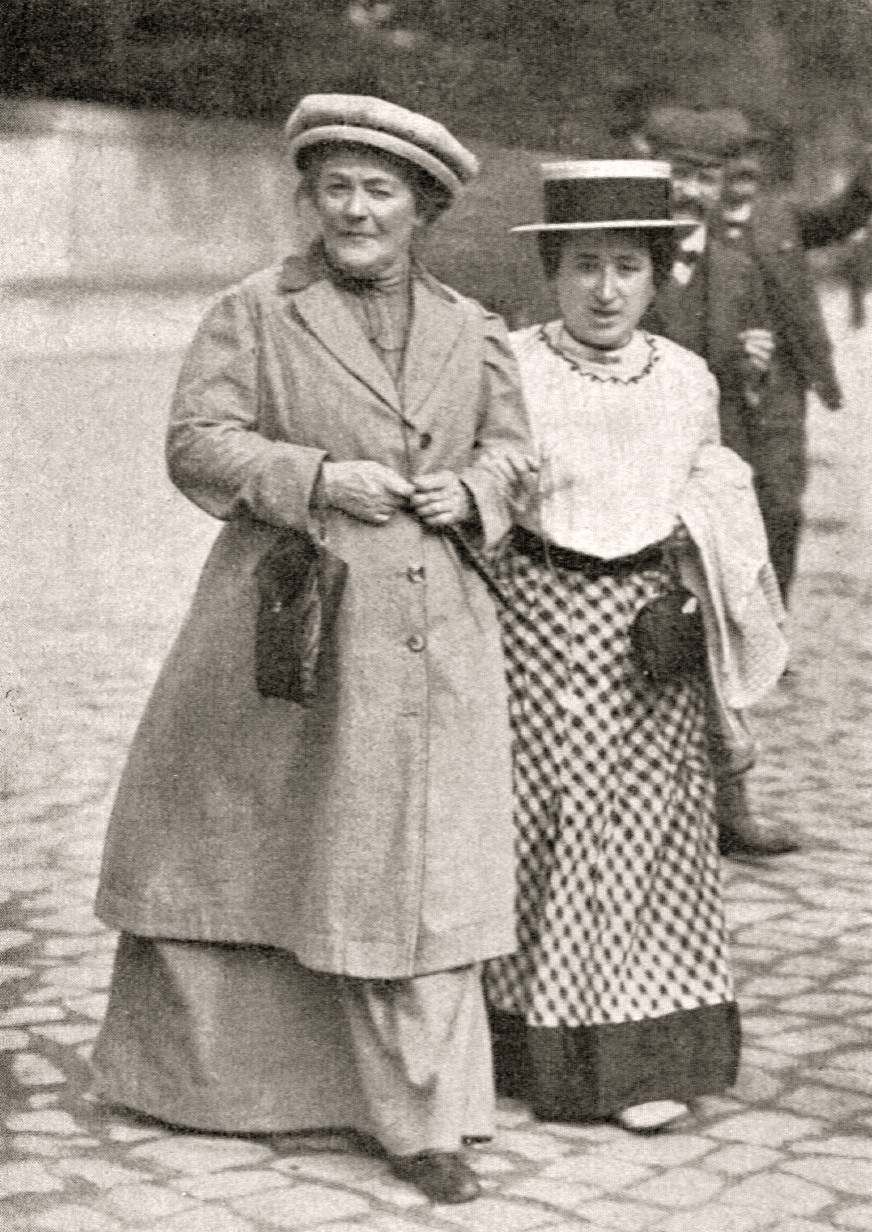
روزا لوكسمبورغ (إلى اليمين) مع كلارا تيستكين - 1910

بعد المؤتمر، كتبت روزا لوكسمبورغ مقالات حول المشاكل التنظيمية في الاشتراكية الديمقراطية الألمانية والنمساوية وفرص الاشتراكية الديمقراطية في الإمبراطورية العثمانية، ودعت إلى حل هذه الإمبراطورية من أجل السماح للأتراك والأمم الأخرى بالتطور الرأسمالي أولاً. وأشارت إلى أنه بينما كان ماركس وإنجلز محقين في وقتهما في أن روسيا القيصرية كانت بؤرة الرجعية ويجب إضعافها بأي وسيلة ضرورية، فإن الظروف قد تغيرت. اختلف معها مجدداً قادة اشتراكيون ديمقراطيون مثل كاوتسكي وبليخانوف وأدلر، وأصبحت معروفة خارج بولندا بصفتها مفكرة اشتراكية تناقش وجهات نظرها. واصلت نضالها الذي لا هوادة فيه ضد القومية في الحركة العمالية طوال حياتها، وقد عرضها هذا الموقف في البداية للعزل وأدى إلى الكثير من الصراعات المريرة، بما في ذلك في الحزب الاشتراكي الديمقراطي الألماني ابتداء من عام 1898، ومع لينين من عام 1903.
في مايو 1897، نالت روزا لوكسمبورغ شهادة الدكتوراه في زيورخ بامتياز على أطروحتها حول التنمية الصناعية في بولندا، وفيها حاولت باستخدام البيانات البحثية من المكتبات ودور المحفوظات في برلين وباريس وجنيف وزيورخ أن تثبت أن بولندا الروسية كانت جزءًا من سوق رأس المال الروسي منذ عام 1846 وأن نموها الاقتصادي كان يعتمد عليها كلياً. وقد أرادت من خلال ذلك أن تدعم بالحقائق الاقتصادية الرأي القائل بأن استعادة الاستقلال الوطني لبولندا كان خادعاً، دون المجادلة بشكل صريح بطريقة ماركسية. أرادت لوكسمبورغ نشر الاطروحة كتابة تاريخ بولندا الاقتصادي لبولندا بناءً عليها، وولكن هذه المخطوطة فقدت لاحقا، وقد ذكرتها لوكسبورغ كثيرا واستخدمت حسب أقوالها أجزاء منها في تفسيرات نصوص ماركس التي نشرها فرانتس ميرينغ.

### المتحدثة باسم الجناح اليساري في الحزب الاشتراكي الديمقراطي الألماني (1898-1914)

#### العمل السياسي والصحفي في ألمانيا
من أجل كسب الحزب الاشتراكي الديمقراطي والعمال في الجزء الذي تحتله ألمانيا من بولندا بشكل أكثر فاعلية لمواقف حزبها، قررت روزا لوكسمبورغ في عام 1897 الانتقال إلى ألمانيا، ومن أجل الحصول على الجنسية الألمانية تزوجت في أبريل 1898 صانع الأقفال غوستاف لوبيك البالغ من العمر 24 عامًا، وهو الابن الوحيد لعائلتها المضيفة في زيورخ في بازل. ابتداء من 1 مايو 1898 عاشت لوكسمبورغ في حي هانزا في برلين وانضمت على الفور إلى الحزب الاشتراكي الديمقراطي الألماني الذي كان يعتبر الحزب الاشتراكي الأكثر تقدمًا في الحركة العمالية الأوروبية، وعرضت على القيام بحملة من أجل الحزب الاشتراكي الديمقراطي بين العمال البولنديين والألمان في سيليزيا. بفضل طلاقتها في اللغة وخطاباتها الناجحة في الحملة الانتخابية اكتسبت لوكسوبورغ بسرعة سمعة في الحزب الاشتراكي الديمقراطي بصفتها اختصاصية مرغوبة في الشؤون البولندية،  وفي الانتخابات البرلمانية اللاحقة فاز الحزب الاشتراكي الديمقراطي بمقاعد في سيليزيا لأول مرة، كاسرا احتكار حزب الوسط الكاثوليكي.
في عام 1890، ألغيت القوانين المناهضة للاشتراكية التي سادت 12 عاما في الإمبراطورية الألمانية، نتيجة لذلك فاز الحزب الاشتراكي الديمقراطي بمقاعد أكثر في الرايخستاغ في الانتخابات. بناء على ذلك أراد معظم نواب الحزب الاشتراكي الديمقراطي الحفاظ على الشرعية الجديدة التي نالها الحزب، وباتوا أقل التزاماً بالإطاحة الثورية وأميل إلى التوسع التدريجي في الحقوق البرلمانية والإصلاحات الاجتماعية في إطار النظام الاجتماعي القائم. اعتبر برنامج إرفورت لعام 1891 الثورة الاجتماعية هدفًا نظريًا طويل المدى فقط، وفصلها عن النضال اليومي من أجل الإصلاحات. وابتداء من العام 1896 ابتعد إدوارد بيرنشتاين، وهو مؤلف الجزء العملي من البرنامج، عن الماركسية بسلسلة من المقالات حول «مشاكل الاشتراكية» في صحيفة «نويه تسايت» وأسس النظرية التي سميت فيما بعد بالإصلاحية: توافق المصالح والإصلاحات من شأنه أن يخفف من التجاوزات للرأسمالية، وأن يحقق الاشتراكية بالتدرييج، بحيث يمكن للحزب الاشتراكي الديمقراطي أن يقتصر على الوسائل البرلمانية. لم ينشر كاوتسكي، الذي كان صديقا مقربا لبرنشتاين ومحرر جريدة نويه تسايت، أي نقد لهذه الأطروحات، في حين افتتح ألكسندر بارفوس، رئيس تحرير صحيفة عمال ساكسونيا الجدل حول التحريفية بسلسلة من المقالات الجدلية ضد برنشتاين بدأ نشرها في يناير 1898.
في 25 سبتمبر 1898، طُرد بارفوس من البلاد، وبناء على طلبه العاجل انتقلت روزا لوكسمبورغ إلى دريسدن وتولت منصب رئيس تحرير صحيفة عمال سكسونيا، ولذلك سُمح لها في مؤتمر الحزب الذي عقد بين 1 و7 أكتوبر في شتوتغارت بالمداخلة في جميع مواضيع جدول الأعمال وليس الموضوع البولندي فحسب..وهنا تدخلت لأول في المناظرة حول برنشتاين، واصطفت في الجناح الماركسي في الحزب. تجنبت قيادة الحزب وعلى رأسها أغسطس بيبل إصدار قرار برنامجي، وفي الأسابيع التي تلت ذلك نشرت لوكسمبورغ سلسلة من المقالات الخاصة ضد نظرية برنشتاين، أصبحت لاحقا جزءاً من كتابها«الإصلاح الاجتماعي أم الثورة؟»، وفيه اتخذت موقفاً ثابتاً من الصراع الطبقي: يجب أن تحافظ الإصلاحات الاجتماعية الحقيقية دائمًا على هدف الثورة الاجتماعية وتخدمه. لا يمكن تحقيق الاشتراكية إلا من خلال استيلاء البروليتاريا على السلطة وتغيير شروط الإنتاج.

#### الصراع مع يمين الحزب الاشتراكي الديمقراطي
كتب غيورغ غرادناور، الذي كان نائب الاشتراكيين الديمقراطين عن درزدن وواحداً من مؤيدي برنشتاين، مقالا في صحيفة صحيفة الحزب الاشتراكي الديمقراطي «فورفرتس» (إلى الأمام!) يهاجم اليساريين، متهما إياهم بالتسبب في النزاع. ودافعت لوكسمبورغ عنهم في صحيفتها وسمحت له بنشر رد أول عليها هناك، ولكنها رفضت أن تنشر رده الثاني. أدى ذلك إلى صدام مع أعضاء هيئة التحرير الآخرين، الذي هاجموها في العلن، فعرضت في نوفمبر الاستقالة بانتظار قرار لجنة الصحافة في الحزب حول حقوقها بصفتها مديرة التحرير. وبتوجيه من أوغست بيبل صدر قرار اللجنة في صالح خصومها في هيئة التحرير، متهما إياها بالتصرف بصفتها امرأة بدلا من رفيقة في الحزب. ظل ردها المباشر على بيبل، الذي رفضت فيه القيود المفروضة على حريتها في العمل بصفتها رئيسة للتحرير، غير منشور. وقد غذت هذه التجربة السلبية هجماتها اللاحقة على الهياكل التنظيمية الهرمية في الحزب الاشتراكي الديمقراطي.
عادت إلى برلين ومن هناك كتبت بانتظام وبدون ذكر اسمها مقالات لمختلف الصحف الاشتراكية حول التطورات الاقتصادية والتقنية الهامة في جميع أنحاء العالم، ومن أجل ذلك بحثت يومياً في المكتبات، وهذا لفت أنظار الشرطة إليها وأدى إلى تعرضها للمراقبة لبعض الوقت ابتداء من ديسمبر 1898. كان من بين أصدقائها المقربين كلارا تسيتكين، التي دعت إلى إقامة حركة نسوية أممية داخل وخارج الحزب الاشتراكي الديمقراطي، وبرونو شونلانك رئيس تحرير صحيفة لايبتسغر فوكستسايتونغ، وفيها كتبت في فبراير 1899 سلسلة مقالات «الميليشيا والعسكرة» التي رفضت فيها أطروحات ماكس شيبل (كاتب ومحرر من التيار اليميني في الحزب الاشتراكي الديمقراطي)، فقد رأى شيبل التخلي عن هدف الحزب الاشتراكي الديمقراطي المتمثل في وجود ميليشيا شعبية تكون بديلا للجيش الإمبراطوري ورأى أن الجيش العامل هو وسيلة إغاثة اقتصادية لا غنى عنها، ومرحلة انتقالية إلى «جيش الشعب» في المستقبل. انتقدت لوكسمبورغ تقارب شيبل مع النزعة العسكرية الإمبريالية ورأته نتيجة منطقية لتحريفية برنشتاين وعدم مكافحته بجدية داخل صفوف الحزب، واقترحت نشر محاضر كتلة الحزب البرلمانية الداخلية ومناقشة أطروحات شيبل في المؤتمر الحزبي القادم. وقد لاقت هذه المرة استجابةً من جهاز الحزب التنفيذي، ودعاها كاوتسكي إلى منزله في مارس 1899 واقترح تحالفاً ضد النزعات العسكرية داخل الحزب الاشتراكي الديمقراطي، كما سمح لها فيلهلم ليبكنخت بتقديم محاضرة عن مسار الحكومة والحزب الاشتراكي الديمقراطي الحالي في برلين. أما بيبل فقد التقى، وأعرب عن تأييده مطالبها، ولكنه رفض أن يقدم تصريحا علنيا، خشية من خسائر انتخابية للحزب الاشتراكي الديمقراطي. بذلك اعترفت بها قيادة الحزب طرفا في الحوار، وخدمها ذلك أيضا في الترويج لقبول مواقف حزبها الاشتراكي الديمقراطي البولندي آنفة الذكر.
في أبريل 1899 ردت روزا لوكسمبورغ على كتاب برنشتاين الجديد «شروط الاشتراكية ومهام الاشتراكية الديمقراطية» بسلسلة ثانية من المقالات في لايبتسغر فولكستسايتونغ حول موضوع «الإصلاح الاجتماعي أم الثورة؟»، وافقت فيها على نضال الاشتراكيين اليومي من أجل الإصلاحات لكونها وسيلة ضرورية تخدم الهدف، وهو إنهاء نظام الأجور الاستغلالي، ورأت أن برنشتاين قد تخلى عن هذا الهدف وجعل وسائل الصراع الطبقي والإصلاحات غاية في حد ذاتها، وأنه بذلك قد أعلن بشكل أساسي أن مهمة الحزب الاشتراكي الديمقراطي قد عفا عليها الزمن تاريخياً، وأن الحزب سوف يتخلى عن نفسه إذا اتبعه. تمسكت لوكسمبورغ هنا بنظرية ماركس حول الأزمات، لأن نمو القوى الإنتاجية في الرأسمالية ينتج عنه حتمًا أزمات مبيعات دورية، وتحيل المؤسسات المالية والشركات هذه الأزمات فقط إلى المنافسة بين الدول، ولكنها تقضي عليها، وطالبت «المراجعين» بمغادرة الحزب الاشتراكي الديمقراطي لأنهم تخلّوا عن أهدافه. لاقت لوكسمورغ الكثير من الموافقة داخل الحزب، ونتيجة لذلك طالب الاشتراكيون في عدة دوائرة انتخابية باستبعاد المراجعين من قوائمهم.
في مؤتمر الحزب الاشتراكي الديمقراطي الذي عقد في هانوفر (9. -17. أكتوبر 1899) أكد بيبل، بصفته المتحدث الرئيسي، على برنامج إيرفورت والمناقشة الحرة والنقدية لنظرية ماركس، ورفض استبعاد المراجعين. وافقت روزا لوكسمبورغ على ذلك إلى حد كبير، واعتبرت أن استبعاد التحريفين لم يكن ضرورياً إذ أنهم لم يكونوا قادرين على تحديد موقف الحزب، ويكفي أن نضعهم في مكانهم أيديولوجياً، وأن الثورة البروليتارية تعني احتمالية الحد الأدنى من العنف، والخصم يقرر إلى أي مدى يصبح هذا ضروريًا. أصبحت لوكسمبورغ بعد هذه المواجهة داخل الحزب معروفة بصفتها خصما للتحريفيين ذكيا وسليط اللسان، وحظيت بالاحترام وبل بالهيبة أحيانا، ولكنها واجهت الكثير من الرفض داخل الحزب الاشتراكي بصفتها يهودية آتية من الخارج.
في عام 1900 توفي والدها. انتقل عشيقها ليو يوغيشس للعيش معها في برلين وحلت زواجها من غوستاف لوبيك. في عام 1903 أصبحت عضوا في المكتب الاشتراكي الدولي. في حملة انتخابات الرايخستاغ عام 1903 ادعى القيصر فيلهلم الثاني أنه يفهم مشاكل العمال الألمان بشكل أفضل من أي اشتراكي ديمقراطي، فردت روزا لوكسمبورغ في خطاب حملتها الانتخابية: "الرجل الذي يتحدث عن حياة جيدة وآمنة يعيشها العمال الألمان ليس لديه فكرة عن الحقائق"، ولهذا حُكم عليها في يوليو 1904 بالسجن ثلاثة أشهر بتهمة "إهانة الذات الملكية "، وسجنت بالفعل لستة أسابيع. في عام 1904 انتقدت لأول مرة مفهوم لينين للحزب المركزي في صحيفة إيسكرا (الشرارة) الروسية في مقالة بعنوان "الأسئلة التنظيمية للديمقراطية الاشتراكية الروسية". وفي نفس العام شاركت بصفتها ممثلة للحزبين الاشتراكيين الديمقراطيين الألماني والبولندي في مؤتمر الأممية الثانية في أمستردام، وتمكنت من تغليب مواقف الصراع الطبقي على المواقف الإصلاحية. في عام 1905 أصبحت محررة في صحيفة "فورفرتس".

#### ثورة 1905
مع اندلاع الثورة الروسية في عام 1905 كتبت لوكسمبورغ سلسلة من المقالات والكتيبات للحزب البولندي طورت فيها فكرة الثورة الدائمة التي تناولها بصورة مستقلة كل من ليون تروتسكي وألكسندر بارفوس ولم تحظ بتأييد الكثير من الماركسيين آنذاك، وبخلاف كل من البلاشفة والمناشفة الذين اعتقدوا أن الثورة الروسية برجوازية، رأت لوكسمبورغ أنها ستتجاوز مرحلة الديمقراطية البرجوازية نحو استيلاء العمال على السلطة أو الهزيمة التامة، ونادت بـ «ديكتاتورية البروليتاريا والفلاحين الثورية». في ديسمبر 1905 انتقلت لوكسمبورغ سرا إلى بولندا الروسية لدعم الثورة الروسية وإقناع الحزب الاشتراكي الديمقراطي البولندي بالمشاركة فيها، مستخدمة الاسم المستعار «آنا ماتشكه»، وفي ذلك الوقت كانت الثورة في تراجع، إلا أن الحركة الجماهيرية كانت نشطة والأحزاب والعمال تعقد الاجتماعات في معاقلها، في حين تصاعدت الملاحقات ومنعت كل الصحف العمالية. واصلت صحيفة حزب روزا لوكسمبورغ الظهور من مطبعة سرية، وفي 4 مارس عام 1906 اعتقلت وسجنت لمدة أربعة أشهر، في البداية في سجن ومن ثم في قلعة. بعد ذلك أطلق سراحها، بسبب ضعف صحتها وجنسيتها الألمانية، وطردت من البلاد. في تلك الفترة سافرت لوكسمبورغ إلى بطرسبورغ حيث التقت بالثوار الروس، ومن بينهم لينين.
في هذا السياق، اتهمها قوميون بولنديون علانية بتوجيه الجناح الأممي «اليهودي» في الاشتراكية الديمقراطية، الذي كان يتآمر لتدمير بولندا، كما ربط اللاساميون الاشتراكية باليهودية. إثر ذلك نجحت لوكسمبورغ في إقناع قادة الاشتراكية الديمقراطية الغربيين (جان جوريس، وأوغست بيبل، وكارل كاوتسكي، وفرانز ميرينغ) برفض اللاسامية معا باعتبارها أيديولوجية البرجوازية الرجعية.
بعد عودتها إلى ألمانيا كتبت تجربتها مع الثورة الروسية في «الإضراب الجماهيري والحزب والنقابات العمالية» (1906) الذي تناول الثورة الروسية وتطور حركة الإضراب الجماهيري هناك، والعلاقة بين الحزب والنقابات، والدروس التي تنطبق على ألمانيا.

#### مواصلة النضال في ألمانيا
حذرت لوكسمبورغ في مرحلة مبكرة من حرب مقبلة بين القوى الأوروبية العظمى، وهاجمت النزعة العسكرية والإمبريالية الألمانية أكثر فأكثر، وحاولت إلزام حزبها باتخاذ مسار مناهض نشط، فطالبت في الحزب بالتحضير لإضراب عام على أساس النموذج البولندي الروسي من أجل ممارسة «تضامن الطبقة العاملة الأممي» ضد الحرب، وفي عام 1906 حُكم عليها بالسجن لمدة شهرين بتهمة «تحريض فئات مختلفة من السكان على ارتكاب أعمال عنف» في خطاب مؤتمر الحزب الاشتراكي الديمقراطي. في الوقت نفسه، واصلت مشاركتها الدولية وشاركت عام 1907 مع ليو يوغيشس في المؤتمر الخامس للحزب الاشتراكي الديمقراطي الروسي في لندن، وفي المؤتمر التالي للأممية الثانية في شتوتغارت، ونجحت في تقديم قرار ينص على عمل مشترك من قبل جميع أحزاب العمال الأوروبية ضد الحرب.
ابتداء من 1907 كانت لوكسمبورغ في علاقة غرامية كوستيا تسيتكين ابن كلارا تسيتكين استمرت لعدة سنوات حتى تجنيده في عام 1915، ومازالت 600 رسالة بينهما محفوظات إلى اليوم.
عملت ابتداء من العام 1907 بالتدريس في التاريخ الاقتصادي والاقتصاد الوطني في مدرسة الحزب الاشتراكي الديمقراطي في برلين، وفي عام 1911 أضيف بناءا على اقتراحها موضوع «تاريخ الاشتراكية». وكان واحدا من طلابها فيلهلم بيك الذي أصبح في وقت لاحق مؤسس الحزب الشيوعي الألماني ورئيس جمهورية ألمانيا الديمقراطية. أدى موقف الحزب الاشتراكي الديمقراطي الواضح من الاستعمار والإمبريالية الألمانية أثناء انتفاضة هيريرو وناما في جنوب غرب إفريقيا الألمانية (ناميبيا) إلى خسارة الحزب ثلث مقاعده البرلمانية في انتخابات 1907 أمام تحالف المحافظين واليسار اللبرالي. مع ذلك استمرت قيادة الحزب الاشتراكي الديمقراطي والقيادات النقابية في رفضها الصارم لاستخدام الإضراب العام سلاحا سياسيا، وقد أدى هذا إلى قطع صداقة روزا لوكسمبورغ مع كارل كاوتسكي في عام 1910. في تلك الفترة أصبحت لوكسمبورغ معروفة في الولايات المتحدة الأمريكية أيضا بفضل التقارير التي نشرتها صحيفة نيويورك تايمز حول المؤتمر الاشتراكي في ماغديبورغ.
في عام 1912، سافرت ممثلة للحزب الاشتراكي الديمقراطي إلى المؤتمرات الاشتراكية الأوروبية، بما في ذلك مؤتمر باريس، حيث دفعت هي وجان جوريس الأحزاب العمالية الأوروبية إلى الالتزام الرسمي بالدعوة إلى إضراب عام إذا اندلعت الحرب. وعندما كادت حرب البلقان 1913 أن تتسبب في اندلاع حرب عالمية، نظمت مظاهرات ضد الحرب. في خطابيها في مظاهرتين جرتا في محيط فرانكفورت في سبتمبر دعت حشداً من مئات الآلاف إلى رفض حمل السلاح والامتثال للأوامر في حال قيام حرب أوروبية، فحوكمت بتهمة «التحريض على عصيان القوانين وأوامر السلطات» وحُكم عليها في فبراير 1914 ب14 شهراً في السجن. ولاحقا نشرت مرافعتها أمام محكمة فرانكفورت الجنائية تحت عنوان «العسكرة والحرب والطبقة العاملة».
تسلط رسائل روزا لوكسمبورغ المنشورة مؤخرًا الضوء على حياتها في ألمانيا. كما كتبت إيرين غامل في مراجعة للترجمة الإنجليزية للكتاب «ذا غلوب أند مايل»: توفر العقود الثلاثة التي غطتها 230 رسالة في هذه المجموعة السياق لمساهماتها الرئيسية بصفتها ناشطة سياسية ومُنظرة اشتراكية وكاتبة. تشوهت سمعتها بسبب سخرية جوزيف ستالين في الأسئلة المتعلقة بتاريخ البلشفية، إذ ألقى بلومه في نظرية الثورة الدائمة عند إعادة كتابته للأحداث الروسية على لوكسمبورغ، مع إشارة باهتة إلى هجماتها على كارل كاوتسكي التي بدأت في عام 1910.
كتبت سنة 1913، أثناء مشاركتها في تأسيس رابطة سبارتاكوس، «تراكم رأس المال» الذي يعتبر مساهمة رئيسية في الفكر الماركسي. في هذا العمل ساعدت لوكسمبورغ على تشكيل الديمقراطية الألمانية الفتية من خلال النهوض بديمقراطية دولية بدلاً من القومية، وإليه ترجع إلى حد كبير شعبيتها الملحوظة بصفتها رمز اشتراكي، واستمرار صداها في الأفلام والروايات والنصب التذكارية المخصصة لحياتها وبيئتها. تشير الكاتبة غامل أيضاً إلى أن الثورة كانت نمط حياة بالنسبة للوكسمبورغ، ومع ذلك، فإن الرسائل تتحدى أيضًا الصورة النمطية لـ «روزا الحمراء» كمقاتلة لا ترحم. ومع ذلك، أثار تراكم رأس المال اتهامات غاضبة من الحزب الشيوعي الألماني، فعلى سبيل المثال شجبت روث فيشر وأركادي ماسلو في عام 1923 العمل باعتباره «أخطاء»، ونابعاً عن سوء التقدير الاقتصادي المعروف باسم «العفوية».

### مناهضتها الحرب العالمية الأولى (1914-1918)
في 2 أغسطس 1914، وردًا على إعلان ألمانيا الحرب على روسيا وفرنسا في اليوم السابق، أعلنت النقابات الألمانية تخليها عن الإضرابات وتنازلها عن الأجور طوال مدة الحرب القادمة، وبعدها بأيام صوتت كتلة الحزب الديمقراطي الاشتراكي البرلمانية بالإجماع مع الكتل البرلمانية الأخرى في صالح قبول اعتمادات قروض الحرب الأولى، وبالتالي تمكين التعبئة. اعتبرت روزا لوكسمبورغ هذا الانتهاك لقرارات الحزب الاشتراكي الديمقراطي الصادرة قبل الحرب إخفاقاً خطيراً للحزب بعواقب بعيدة المدى، وفكرت لفترة وجيزة بالانتحار، فمن وجهة نظرها قد انتصرت الانتهازية التي حاربتها دوما، وجلبت معها تأييد الحرب.
في 4 أغسطس، أسست «المجموعة الأممية» مع هيرمان دنكر، وهوغو إبرلين، وجوليان مارشليوسكي، وفرانز ميرينغ، وإرنست ماير وويلهلم بيك، وانضم آخرون منهم كارل ليبكنخت. كان هذا ملتقى معارضي الحرب من الاشتراكيين الديمقراطيين الذين رفضوا سياسة التزام الهدوء التي اتبعها الحزب، وحاولوا إقناع الحزب بالعودة إلى قرارات ما قبل الحرب والتخلي عن مهادنة الحكومة والتحضير لإضراب عام لفرض اتفاقية سلام، وبالتالي الاقتراب من ثورة بروليتارية أممية. نتج عن هذا التجمع في عام 1916 مجموعة «سبارتاكوس»، التي أصدر روزا لوكسمبورغ وكارل ليبكنخت نشرتها «رسائل سبارتاكوس».
دخلت لوكسمبورغ السجن في فبراير 1915 لتنفيذ عقوبة السجن على خطابها الذي ألقته في فرانكفورت، وأطلق سراحها بعد عام. ثم سجنت من جديد في يوليو 1916، حيث حُكم عليها بالسجن لمدة عامين ونصف بموجب قانون الحجز الوقائي، «لتجنب تهديد أمن الدولة». أمضت لوكسمبورغ ثلاث سنوات وأربعة أشهر في السجن بين عامي 1915 و1918 وتنقلت بين عدة سجون كان آخرها بريسلاو، وهناك جمعت الأخبار الآتية من روسيا وكتبت بعض المقالات التي تمكن أصدقاؤها من تهريبها ونشرها سراً. في مقالها «أزمة الاشتراكية الديمقراطية»، الذي نُشر في يونيو 1916 تحت الاسم المستعار يونيوس، صفت حسابها مع «النظام الاجتماعي البرجوازي» ودور الحزب الاشتراكي الديمقراطي الذي كشفت الحرب طبيعته الرجعية، وقد بلغت هذه الكتابات لينين وردّ عليها بصورة إيجابية، دون أن يعلم من يكون كاتبها.
في فبراير 1917 أثارت الإطاحة الثورية بقيصر روسيا الآمال في نهاية قريبة للحرب، ولكن الحكومة الروسية المؤقتة واصلت الحرب ضد ألمانيا. في مارس اندلعت احتجاجات وإضرابات جماهيرية في عدة مدن دامت لعدة أشهر، ضد شح الموارد، ثم ضد تخفيض الأجور، وأخيراً ضد الحرب والنظام الملكي. في هذه الفترة أسس معارضو الحرب الذين استبعدوا من قبل الحزب الاشتراكي الديمقراطي حزبا سمي «الحزب الاشتراكي الديمقراطي الألماني المستقل»، وسرعان ما انضمت إليه رابطة سبارتاكوس مع الاحتفاظ بهيكلها التنظيمي.
حاولت قيادة الحزب الاشتراكي الديمقراطي إقناع قيادة الجيش العليا بالتفاوض على السلام مع الرئيس الأمريكي وودرو ويلسون، ومكن ذلك لينين من العبور من منفاه السويسري إلى سانت بطرسبرغ، حيث فاز بقيادة البلاشفة وعرض على الروس سلامًا منفصلاً فورياً مع ألمانيا. وهكذا فاز البلاشفة بأغلبية في مؤتمر الشعب، لكن ليس في مجلس الدوما، ولاحقا احتلوه وحلوه في ثورة أكتوبر وأقاموا المجالس العمالية (السوفيتات) لتعمل أجهزةً للحكم.
تعليقا على هذه الأحداث كتبت لوكسمبورغ مقالاً بعنوان «الثورة الروسية»، رحبت فيه بثورة لينين، إلا أنها انتقدت في نفس الوقت استراتيجيته بشدة وحذرت من دكتاتورية البلاشفة. في هذا السياق صاغت الجملة الشهيرة: «الحرية هي دائمًا حرية أولئك الذين يفكرون بشكل مختلف»، ولكن هذا المقال لم ينشر قبل عام 1922، على يد صديقها باول ليفي. وقد دعت لوكسمبورغ على الرغم من تحفظاتها إلى ثورة ألمانية على أساس الأنموذج الروسي نادت بـ«دكتاتورية البروليتاريا»، ولكنها ميزت هذا المصطلح عن مفهوم لينين الطليعي (انظر «ما العمل؟»)، بل فهمته على أنه النشاط الذاتي الديمقراطي في الطبقة العاملة في العملية الثورية، واحتلال المصانع، والحكم الذاتي، والإضرابات السياسية، إلى أن تُحقّق شروط الإنتاج الاشتراكي.

### ثورة نوفمبر وتأسيس الحزب الشيوعي الألماني (1918-1919)
خلال إضراب يناير 1918 شكل العمال المضربون في المعامل والشركات مجالس تمثيلية مستقلة، فيما تنامت بين الألمان المعارضة لاستمرار الحرب. وبعد الاختراق الذي حققه الوفاق الثلاثي على الجبهة الغربية في 8 أغسطس 1918، أشركت قيادة الجيش والحكومة الإمبراطورية والبرلمان لأول مرة في اتخاذ القرار، وأصبح ماكس فون بادن مستشاراً وانضم إلى حكومته عدد من الاشتراكيين الديمقراطيين، وطلبت الحكومة الجديدة من الوفاق الثلاثي البدء بمفاوضات الهدنة. من جانبها رأت رابطة سبارتاكوس هذا التغيير في الدستور على أنه مناورة خادعة لدرء الثورة القادمة، وفي 7 أكتوبر طرحوا في كل ألمانيا مطالبهم بإعادة هيكلة أساسية في النظام الاجتماعي والدولة.

بلغت الثورة الألمانية ذروتها يوم 9 نوفمبر 1918، حين أعلن فيليب شيدمان في برلين جمهورية ألمانية، وأعلن كارل ليبكنخت الخارج للتو من السجن جمهورية اشتراكية. ووصلت لوكسمبورع التي أطلق سراحها من سجن بريسلاو في 9 نوفمبر إلى برلين في اليوم التالي. وكان كارل ليبكنخت قد أعاد بالفعل تنظيم رابطة سبارتاكوس، وأصدرا سويا صحيفة «الراية الحمراء» (بالألمانية: Die Rote Fahne) بهدف التأثير على التطورات بصورة يومية، وفي واحدة من مقالاتها الأولى دعت لوكسمبورغ إلى عفو عن جميع السجناء السياسيين وإلغاء عقوبة الإعدام. وفي 18 نوفمبر كتبت:
يشير المؤرخ الألماني فيلهلم فون بود إلى أن لوكسمبورغ قد عملت على حماية معالم برلين الثقافية من النهب في تلك الفترة، وتأكدت بنفسها من تعيين حارس لجزيرة المتاحف في برلين. في عشية 10 ديسمبر كان رئيس الحزب الاشتراكي الديمقراطي فريدرش إيبرت قد اتفق في نوفمبر سراً مع خليفة المارشال لودندورف، الجنرال فيلهلم جرونر على العمل معًا ضد محاولات إبعاد الضباط الإمبراطوريين عن السلطة وضد الثورة المتنامية، وفي بداية ديسمبر صدر الأمر إلى القوات إلى التحرك من جبهة الحرب نحو برلين. هدف هذا التحرك إلى إحباط أي نتائج غير مرغوب بها عن مؤتمر المجالس المخطط له، الذي كان يجب أن يعد دستوراً جديداً ويحضّر لانتخابات. في 6 ديسمبر أطلق جنود من هذه القوات النار وقتلوا متظاهرين، وفي 10 ديسمبر انتقل قسم من فرقة الخيالة الألمانية من الجبهة إلى برلين. وقد انتبهت لوكسمبورغ إلى أن إيبرت كان ينوي استخدام هذه القوات ضد العمال في برلين، وطالبت في مقال نشرته في 14 ديسمبر في «العلم الأحمر» بعنوان «ماذا تريد رابطة سبارتاكوس؟» بنقل كل السلطة إلى المجالس ونزع سلاح الجنود العائدين وإعادة تثقيفهم، و«تسليح الشعب». رفضت لوكسمبورغ العنف السياسي كما مارسه البلاشفة،  ولكنها في ضوء المقاومة المتوقعة من الطبقة الرأسمالية تجنبت الدعوة إلى اللاعنف:
في مؤتمر المجالس الألمانية الذي عقد بين 16 و20 ديسمبر لم يسمح لأكثر من عشرة من أعضاء رابطة سبارتاكوس بالتمثيل، كما لم يحصل روزا لوكسمبورغ وكارل ليبكنخت على الحق بالكلام. ووفقاً للإرادة الشعبية صوتت الأغلبية لصالح إجراء انتخابات برلمانية لجمعية فايمار الوطنية في 19 يناير 1919، وحل المجالس العمالية ذاتيا. كان من المقرر أن تشرف لجنة مراقبة على الجيش، وإنشاء لجنة للتحول الاشتراكي تبدأ بتحقيق مطلب تأميم الصناعات التي تكون رئيسية في زمن الحرب.
نتيجة لاشتباكات أعياد الميلاد (24 ديسمبر) غادر أعضاء الحزب الاشتراكي الديمقراطي المستقل مجلس نواب الشعب، واتهمت لوكسمبورغ بأنه يعمل على فرض دكتاتورية. بذلك نزعت لوكسمبورغ الشرعية عن الحكومة وسعيها إلى خلق ديمقراطية برلمانية، ورأت أنه لم يكن هناك سوى الاختيار بين دكتاتوريتين هما ديكتاتورية إيبرت وشيدمان وهي في الحقيقة ديكتاتورية عسكرية تحت حكم بول فون هيندنبورغ، أو ديكتاتورية البروليتاريا التي دافعت عنها.
في الأول من يناير عام 1919 أسس السبارتاكيون وجماعات اشتراكية يسارية أخرى من جميع أنحاء ألمانيا الحزب الشيوعي الألماني، الذي تبنى برنامج سبارتاكوس كما صاغته روزا لوكسمبورغ برنامجاً حزبياً دون تغيير يذكر. أكد برنامج الحزب أن الشيوعيين لن يستولوا على السلطة أبداً بدون رغبة أغلبية الشعب، ولكن أغلبية واضحة من أعضاء المؤتمر الحزبي رفضت توصية لوكسمبورغ بالمشاركة في الانتخابات النيابية القادمة واستخدامها منبرا للدعاية من أجل استمرار الثورة.
في 4 يناير 1919 عزل فريدريش إيبرت رئيس شرطة برلين إميل آيكهورن (وهو عضو في الحزب الاشتراكي الديمقراطي المستقل)، لأنه كان قد تفاهم مع الجنود المتمردين خلال اشتبكات عيد الميلاد. وفي 5 يناير دعا الضباط الثوريون إلى إضراب عام واحتلال الحي الذي فيه مقرات الصحف في برلين، مطالبين بإسقاط الحكومة المؤقتة. بينما دعمهم كارل ليبكنخت وحاول الحزب الشيوعي الألماني دون جدوى إقناع القوات المرابطة في برلين بالمشاركة، اعتبرت روزا لوكسمبورغ هذه المحاولة الثانية للثورة غير معدة بشكل كافٍ وسابقةً لأوانها، وعليه انتقدت ليبكنخت بشدة داخلياً. وفيما دعا كارل ليبكنخت علانية إلى الكفاح المسلح ضد الحكومة، كانت روزا لوكسمبورغ ضده، ولكنها كذلك لم ترغب في الحديث علناً ضد الانتفاضة.
وقد بدأت دعوات القتل ضد قادة سبارتاكوس تظهر في الصحف منذ بداية شهر ديسمبر، وفي ذلك الوقت، أسست «رابطة مناهضة البلشفية» بتمويل من دويتشه بنك وفريدريش ناومان، وتلقى صندوقها لمكافحة البلشفية ابتداءا من 10 يناير 1919 أموالاً من المصالح الاقتصادية الألمانية. بذلك مول من بين أمور أخرى تجنيد وتجهيز ميليشيات فريكوربس، بالإضافة إلى مكافآت لاعتقال وقتل أعضاء رابطة سبارتاكوس. كما تحدثت الحكومة في منشوراتها عن «ساعة الحساب» الوشيكة، بينما توعّد الجانب الثوري في منشوراته أعضاء الحكومة بـ «أعواد المشانق».
بعد فشل محادثات الوساطة بين اللجنة الثورية والحكومة المؤقتة، سحقت القوات الإمبراطورية بقيادة الاشتراكي الديمقرطي غوستاف نوسكه انتفاضة سبارتاكوس بين 8 و12 يناير، ر. في 1 يناير، وقتل المئات من الثوار، ومنهم الكثيرين من العزل أو من أعدم ميدانيا. اضطر قادة سبارتاكوس إلى الاختباء، ولكنهم بقوا في برلين، ودخلت المدينة يوم 13 يناير المزيد من الوحدات العسكرية وميليشيات الفريكوربس وارتكبت المزيد من أعمال العنف.

### مقتلها

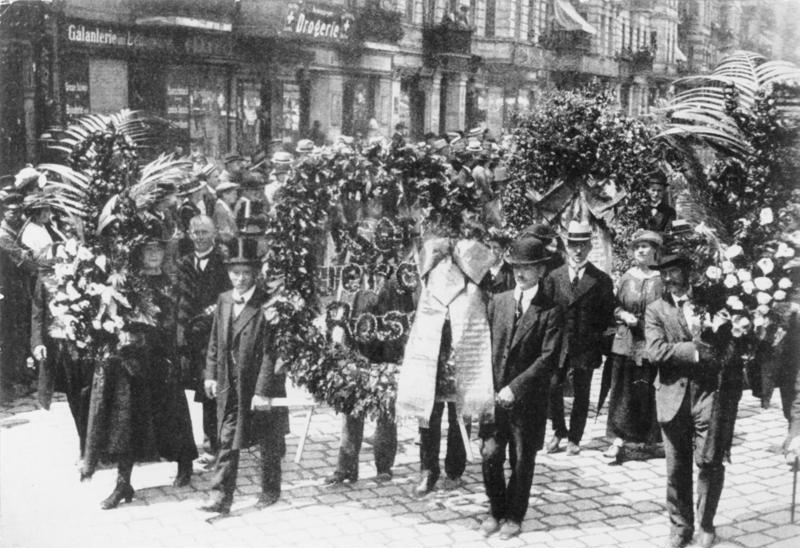
لقطة من جنازة روزا لوكسمبورغ

في الأيام الأخيرة من حياتها، كانت صحة روزا لوكسمبورغ سيئة للغاية، لكنها ظلت تتابع الأحداث بنشاط، وظهر في 14 يناير مقالها الأخير في «الراية الحمراء»، وعنوانه «النظام العام يسود في برلين»، حيث أكدت من جديد ثقتها غير المشروطة في الطبقة العاملة، التي ستتعلم من هزائمها وسرعان ما ستنهض مجددا إلى «النصر النهائي». في منشورات الرابطة المناهضة للبلشفية وملصقاتها التي دعت إلى اعتقال قادة الانتفاضة الثورية، حدد كارل ليبكنخت وروزا لوكسمبورغ صراحة بصفيتهما مسؤولين، وقد دعت كل وسائل الإعلام هذه صراحةً إلى قتل قادة رابطة سبارتاكوس.

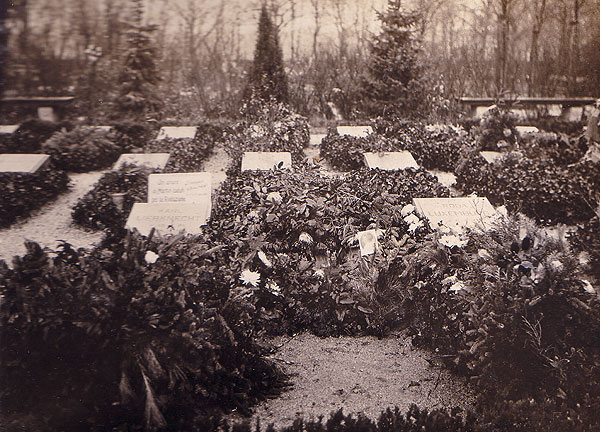
ضريح كارل ليبكنخت وروزا لوكسمبورغ - 1919

في 15 يناير 1919 اعتقلتها وكارل ليبكنخت مجموعة تابعة للميليشيا في برلين-فيلمرزدورف كان لديها تعليمات مفصلة، واقتادتهما إلى فندق إيدن حيث كان يقيم طاقم فرقة الخيالة تحت إشراف ضابط الأركان العامة الأول النقيب فالدمار بابسات، الذي نظم عمليات مطاردة أعضاء رابطة سبارتاكوس في برلين، وهناك تعرضا لاستجواب عنيف دام عدة ساعات ونجم عنه إصابات خطيرة.
قرر بابست مع ضباطه قتلهما، وكان من المفروض أن تبدو جريمة القتل وكأنها فعل عفوي على يد مجهول. وحتى نهاية حياته لم يعتبر بابست ذلك جريمة قتل، بل إعداماً من أجل المصلحة الوطنية. عند الباب ضرب جندي المشاة أوتو فيلهلم رونجه روزا لوكسمبورغ عدة مرات بمؤخرة البندقية حتى غابت عن الوعي، وألقيت في سيارة نقل كانت تنتظر عند باب الفندق. هناك قفز ضابط الفرايكوربس هيرميان سوخون على عتبة السيارة وأطلق النار عليها في جانب الرأس عند تقاطع شارعي نورنبرغ (بالألمانية: Nürnberger Strasse) وبودابست (بالألمانية: Budapester Strasse)،  وألقى كورت فوغل جثتها في قناة برلين لاندفير (بالقرب من موقع جسر ليختنشتاين اليوم).
أما الرواية الرسمية فتحدثت وقتها عن مقتلها «على يد حشد غاضب وهي تغادر الفندق»، وقد وسرق «الحشد» الجثة إثر ذلك.
لم يعثر على جثتها آنذاك، وحمل لها نعش رمزي فارغ في الجنازة التي خرجت في 25 يناير، ودفن بجوار كارل ليبكنخت في قبر جماعي في مقبرة فريدريشسفيلد المركزية ضم 31 شخصاً قتلوا في الأحداث، في جنازة حضرها أكثر من 100,000 شخص. أعقب مقتل قادة سبارتاكوس انتفاضة تشبه الحرب الأهلية عمت جميع ألمانيا ودامت حتى بداية يوليو 1919، حيث تمكن غوستاف نوسكه من القضاء عليها بعنف بقوات الفريكوربس والقوات الإمبراطورية، وسقط فيها الآلاف من القتلى.
عثر على جثتها في 31 مايو 1919، إذ وجدها عامل هويس في القناة بالقرب من جسر فرايراخن بروكه (بالألمانية: Freiarchenbrücke)، وتجنبا لاندلاع اضطرابات، فرض نوسكه تعتيماً إخبارياً ونقل الجثة إلى معسكر زوسين، حيث شرّحت ووجد أن سبب الوفاة هو رصاصة مسدس أطلقت من مسافة قريبة، وفي 13 يونيو، نُقلت جثة روزا لوكسمبورغ إلى برلين ودُفنت في جوار قبر كارل ليبكنخت، في جنازة حضرها عشرات الآلاف، وألقى باول ليفي كلمة التأبين. كما كانت هناك مظاهرة وإضرابات كبيرة في فيينا في هذه المناسبة.
كان يُعتقد لفترة طويلة أن كورت فوغل هو قاتل روزا لوكسمبورغ، ولكن ثبتت لاحقاً مشاركة هيرمان سوخون الذي أطلق النار، وأوتو رونغه الذي ضربها بعقب بندقيته قبل انطلاق السيارة.

## الفكر السياسي والممارسة

### الماركسية بصفتها طريقة نقد ذاتي لتحليل الرأسمالية
تبنت روزا لوكسمبورغ بقوة أفكار البيان الشيوعي لكارل ماركس وفريدريك إنجلز، ولكنها لم تتتعامل معها بدوغمائية، بل بصورة نقدية:
في مقالتين عن ماركس، قدمت تحديثا لأفكاره الأساسية بطرق مختلفة للغاية. وفي المقدمة التي كتبتها لسيرة كارل ماركس التي أصدرها فرانز ميرينج عام 1901 لخصت كتاب لرأس المال في ثلاثة نقاط:
- إن أصل الربح نابع من قانون الأجور، الذي يحرم العامل دائمًا من جزء من قيمة منتجه (المجلد 1)
- تجبر قوانين السوق التنافسية للسوق صاحب التجارة على على «تحقيق» أرباح تكون بدورها مدرة للربح، ويحافظ نظام الائتمان على استمرار عملية الإنتاج وحركة السلع (المجلد 2)
- يحكم قانون «معدل الربح المتوسط» توزيع الثروة المنتجة إجتماعيا ويؤدي إلى «الأزمات» التي تحدث لا محالة في الاقتصاد الرأسمالي (المجلد 3)

تفسر هذه القوانين حسب روزا لوكسمبورغ التضامن الطبقي الأساسي بين أصحاب رأس المال تجاه المنتجين، بحيث لا يمكن التغلب على الاستغلال البنيوي إلا بإلغاء العمل المأجور والسيطرة الطبقية.
كتبت لوكسمبورغ بصفتها محاضرة حزبية ابتداءاً من العام 1907، ثم في السجن عام 1916، أيضًا «مقدمة في الاقتصاد الوطني» التي نُشرت في عام 1925، بعد وفاتها.

### نظرية الإمبريالية
في عملها الرئيسي «تراكم رأس المال» الذي صدر في عام 1913 طورت لوكسمبورغ نظريتها عن الإمبريالية، وفيها بينت على غرار نظرية جون هوبسون عن قصور الاستهلاك أن الإمبريالية كانت «ضرورة تاريخية لاستكمال المرحلة الأخيرة في التطور الرأسمالي».
بإشارة نقدية إلى تفسيرات ماركس حول هيكل إعادة الإنتاج الموسّع (تراكم رأس المال) في المجلد الثاني من «رأس المال»، تبين لوكسمبورغ بالإشارة إلى تعليقات إنجلز على مخطوطات ماركس، أن ماركس لم ينجح في شرح هذه النقطة بشكل قاطع وخالٍ من التناقضات، بل أنه يتعارض في مواضع أخرى مع الحلول التي يقدمها، وبالتحديد في المجلد الثالث وفي نظريات فائض القيمة، وأن الحل الذي يطرحه هو مجرد بناء حسابي بسيط. فلدى ماركس تبدأ المشكلة فعلياً في مسألة من يدرك (يشتري) فائض القيمة، أي جبل البضائع الإضافي في حالة التراكم الاجتماعي الكلي. حاول ماركس حل المشكلة بطرق مختلفة منها مفهوم الإنتاج النقدي الموسع الذي رفضه سابقاً، ولكنه يصفه في موضع آخر من «رأس المال» بأنه «سخيف». توضح روزا لوكسمبورغ أيضاً من منظور تاريخ النظرية أن الاقتصاد السياسي البرجوازي قبل ماركس كان يعمل بالفعل بشكل مكثف على حل هذه المشكلة ولم يتمكن من ذلك، لنقص الطلب على فائض المنتج في نهاية التراكم، بل حاول التوسط سياسياً لتجنب الأزمة بطريقة ما أو أنكر وجودها ببساطة.
بما أنه لا يمكن النظر إلى العمال ولا الرأسماليين بصفتهم مرشحين لاستهلاك فائض الإنتاج، أي لتحقيق فائض القيمة حسب مفهوم ماركس لإعادة الإنتاج الموسعة، ترى لوكسمبورغ أنه يجب توسيع السوق. وهكذا يكون النمو الرأسمالي مضموناً دائماً على حساب الاقتصاديات الطبيعية وأنماط الإنتاج غير الرأسمالية، سواء داخل البلد نفسه أو خارجه. تتبعت لوكسمبورغ هذا التوسع على أساس التاريخ الاستعماري:
أولا: عبر تفكيك اقتصاد الكفاف من خلال الإدخال الإجباري لملكية الأرض وبالتالي تقسيم الموارد الطبيعية المنظمة بشكل جماعي، وثانيا من خلال إدخال اقتصاد البضائع، وثالثا من خلال تفكيك المنظومة الفلاحية، وأخيرا من خلال إدخال الإنتاج الرأسمالي على نطاق واسع، وبالدرجة الأولى مع رؤوس أموال القوى الاستعمارية.
وهنا تسوق لوكسمبورغ في تحليلها الأمثلة من الصراعات الاستعمارية الدموية المرتبطة بنزع الملكية لتحقيق فائض القيمة، مثل حرب الأفيون في الصين، واستعمار جنوب إفريقيا، والحرب الاهلية الأمريكية والأعباء الضريبية المرتبطة، وجهود رأس المال الألماني الاستعمارية في شمال إفريقيا وآسيا الصغرى.

من خلال اعتبار مشكلة تراكم رأس المال، وهو هدفه الوحيد، غير قابلة للحل بطريقة جوهرية من داخل النظام (على سبيل المثال التراكم من أجل التراكم، أي نمو صناعة الهندسة الميكانيكية لزيادة إنتاج الآلات دون نمو الاستهلاك)، تشرح لوكسمبورغ بإيجاز في نهاية رؤيتها في تفكيك إنتاج السلع البسيط:
إن نتيجة الصراع بين رأس المال واقتصاد البضائع البسيط هو حلول الأول محل الثاني، بعد ان حل اقتصاد البضائع محل اقتصاد الكفاف. إذا كانت الرأسمالية تعيش من الأنماط اللارأسمالية، فهي تعيش بتعبير أدق من دمار تلك الأنماط، وإذا كان بحاجة للوسط الارأسمالي من أجل مراكمة رأس المال، فهو بحاجة إليها بصفتها تربة يتغذى تراكمه على حسابها وبتجفيفها. من الممكن من منظور تاريخي اعتبار التراكم الرأسمالي عملية لتبادل المواد تجري بين شروط الإنتاج الرأسمالي وما قبل الرأسمالي، وبدون هذه العملية لا يكون تراكم رأس المال ممكناً، فهو من منظور رأس المال ممكن فقط عبر تآكل واندماج الطرف الآخر. وعليه فإن التراكم الرأسمالي ليس قادراً على الوجود بدون تلك الأنماط غير الرأسمالية، كما تعجز تلك الأنماط عن الدوام إلى جواره، وفقط بتآكلها تتوفر للتراكم الرأسمالي شروط البقاء.
وهنا يبدأ الطريق المسدود، فبلوغ النتيجة النهائية (وهذا يبقى افتراضا نظريا) لا يعود التراكم ممكناً، ويتحول تحقيق ورسملة القيمة الفائضة إلى معضلة.

في اللحظة التي يتحقق فيها مفهوم ماركس لإعادة الإنتاج الموسعة، تكون حركة التراكم قد بلغت حدّها التاريخي، وهذا يعني نهاية الإنتاج الرأسمالي. إن استحالة التراكم تعني بالمنظور الرأسمالي استحالة تطور قوى الإنتاج ومعها الضرورة التاريخية الموضوعية لسقوط الرأسمالية، وعلى هذا تقوم تحركاتها الإمبريالية المليئة بالتناقضات، بصفتها المرحلة الختامية في مسار تطور رأس المال.
من خلال إظهارها الاستعمار بصفته ضرورة حتمية للرأسمالية، وسعت لوكسمبورغ نظرية ماركس للأزمة وعدّلتها:
إن الاستعمار يرفع التناقض العميق بين قدرة المجتمعات الرأسمالية على الإنتاج وقدرتها على الاستهلاك، وهو تناقض ينتج عن تراكم رأس المال نفسه ويعبر عن نفسه دوريا بأزمات، ويجبر رأس المال على توسعة السوق بصورة مستمرة
وهكذا يوضح حسب لوكسمبورغ تاريخ الرأسمالية في القرن التاسع عشر، بل وتاريخ القرن التاسع عشر نفسه بشكل صحيح.
يفترض هذا المفهوم حركة تحصل في رأس المال ككل، وهذا يتناقض مع مسار التطور الرأسمالي في الواقع، فتاريخ أنماط الإنتاج الرأسمالي يمكن تشخيصه بحقيقتين: التوسع الدوري وعلى قفزات في حقل الإنتاج ككل، ومن ناحية أخرى تطور غير منتظم في فروع إنتاج مختلفة. تاريخ صناعة القطن البريطانية، وهو فصل يعبر عن تاريخ التطور الرأسمالي منذ نهاية القرن الثامن عشر وحتى سبعينيات القرن التاسع عشر، يبدو في هيكلية ماركس غير مفهوم على الإطلاق.

### محاربة الإصلاحية
نشر إدوارد برنشتاين ابتداء من العام 1896 سلسلة مقالاته حول مراجعة نظرية ماركس حول حتمية انهيار الرأسمالية، وفيها استنتج من حالة الاستقرار السائدة (شهدت الإمبراطورية الألمانية آنذاك طفرة اقتصادية استمرت حتى عام 1910) أن الرأسمالية أثبتت بصورة غير متوقعة قدرتها على الدوام، وطالب بناء على ذلك الحزب الاشتراكي الديمقراطي بأن يتخلي عن أهدافه الثورية وأن يركز كلياً على تحسين ظروف العمال المعيشية: «الهدف لا يعني شيئا. الحركة هي كل شيء». وقد ردت روزا لوكسمبورغ على طرح برنشتاين في كتيب «الإصلاحية الاجتماعية أو الثورة» الذي صدر عام 1900، ومن الممكن تلخيص موقف لوكسمبورغ بالتالي:
- إذا كان برنشتاين على حق، فإن الاشتراكية الديمقراطية نفسها غير ضرورية. ولكن انتظار التوزيع التلقائي العادل للثروة الاجتماعية هو أمر خيالي، وسيحكم على الحزب الاشتراكي الديمقراطي بالفشل مثل دون كيشوت.
- إن الكارتلات والتروستات والشركات المساهمة لا تثبت فرضية ضبط نفس ودمقرطة لرأس المال، بل هي جزء من عملية تركيزه.
- نظرًا لتزايد الإنتاجية في حين أن السوق العالمية لها حدود طبيعية، فإن الأزمات لا مفر منها، ولا يدحض غيابها المؤقت ماركس.
- يمكن للنقابات العمالية في أفضل الأحوال محاولة الحصول على قطعة أكبر من كعكة أرباح الشركات في إطار قانون الأجور، ولكن لا يمكنها أبدًا التغلب على الاستغلال بهذه الطريقة.
- لا يُتسامح مع الديمقراطية الاشتراكية في المجتمع البرجوازي إلا إذا التزمت الهدوء، ولن تُشرك في السلطة إلا إذا انهار النظام الرأسمالي.
- هذا هو السبب في أن الثورة ضرورية للغاية وستظل كذلك، ويجب على الحزب الاشتراكي الديمقراطي أن يأخذ زمام المبادرة في بناء الوعي الطبقي اللازم وأن يشجع اعتماد العمال على أنفسهم، لا أن يعرقله.

هذه الأحكام، التي تنبأت ببعض التطورات المقبلة، قوبلت بالرفض في ذلك الوقت من جانب مسؤولي الحزب والنقابات العمالية الذين كانوا يأملون في الحصول على الاعتراف من خلال التكيف مع الإمبراطورية وكسب الأصوات من خلال نبذ الثورة. لم تضع روزا لوكسمبورغ مطلب تغيير ظروف الإنتاج الجذري نقيضاً للنضال اليومي من أجل ظروف معيشية أفضل، لكنها دعت إلى تشابك الإصلاح والثورة في النضال التحرري العمالي، ورأت أن الإصلاحات تساهم أيضًا في بناء الوعي السياسي لدى لعمال، وفي منع توظيف الحزب الاشتراكي الديمقراطي في الحفاظ على سلطة البرجوازية.

### التضامن النقدي مع ثورة أكتوبر
اختلفت لوكسمبورغ مع لينين في مسألة الحزب المركزي بصفه طليعة تقود الجماهير، وبعد صدور كتابه ”خطوة للأمام، خطوتان إلى الوراء“ في عام 1904 أشارت لوكسمبورغ، في ”مسائل تنظيمية حول الديمقراطية الاشتراكية الروسية“ إلى خطورة نشوء دينامية خطيرة جداً من ”الطاعة  العمياء للسلطة المركزية، حيث رأت أن الحزب لاينيغي أن يخنق انخراط المجتمع، بل أن يطوره من أجل أن يحقق ”التقييم التاريخي الصحيح لأشكال الصراع“.
بعد الإطاحة بالقيصر الروسي في ثورة فبراير 1917 كتبت روزا لوكسمبورغ مقالة «الثورة في روسيا»، التي سلطت فيها الضوء على قوة البروليتاريا الروسية المحرّكة في الأحداث، التي دفعت تطورها في البداية البرجوازية الليبرالية إلى طليعة الحركة الثورية. رأت لوكسمبورغ أن مهمة البروليتاريا االأولى كانت إنهاء الحرب الإمبريالية، وكان عليها من أجل ذلك عليها أن تخوض صداما مع البرجوازية الروسية، التي كانت في حاجة ماسة إلى الحرب وتريد مواصلتها، وهذا جعل روسيا مستعدة للثورة الاشتراكية.
وبذلك توقعت لوكسمبورغ أن ثورة واحدة أخرى في الإمبراطورية الروسية ستنهي الحرب. أما تيار المنشفيك، فأراد مثل الديمقراطيين الاشتراكيين الألمان والفرنسيين الحصول على المزيد من المزايا لبلدهم. ولكن نظراً لصغر البروليتاريا الصناعية الحضرية في روسيا بالمقارنة مع طبقة الملاكين الصغار الريفيين المتخلفة، فقد اتفقت لوكسمبورغ مع لينين في ضرورة قيام ثورة ألمانية مماثلة من أجل تهيئة الظروف للاشتراكية في كلا البلدين في نفس وقت في نهاية الحرب، ومن أجل ذلك بذلت ما بوسعها لتوحيد جهود الحركة العمالية في عموم أوروبا.

رحبت روزا لوكسمبورغ بمحاولة لينين الثورة بعد أن حلّ الجمعية التأسيسية الروسية بالقوة، ولكنها انتقدت في نفس الوقت تحييد البلاشفة كل سيطرة برلمانية على سياساتهم، وأدركت أن لينين لا يقمع الأحزاب الأخرى فحسب، بل وأيضًا الديمقراطية في حزبه. رأت لوكسمبورغ أن هذا يهدد مشاركة العمال في بناء الاشتراكية وقيادتهم الحيوية إياها، ولذا انتقدت بعد ثورة أكتوبر نزعة البلاشفة نحو ديكتاتورية الحزب بعبارات مشهورة:
إن حرية تسري لأعضاء الحكومة فقط، لأعضاء حزب واحد (مهما بلغ عدد أعضائه)، ليست بالحرية. إن الحرية هي دوماً حرية من يختلفون.  ليس بداعي التعصب للعدالة، بل لأن كل ما هو حيوي وشاف ومطهّر مرتبط بحرية هذا الكيان [الطبقة العاملة] السياسية، ولأن نجاعته تتقوض عندما تتحول الحرية إلى امتياز.
يشير المؤرخ هاينريش أوغست فينكلر إلى أن لوكسمبورغ لم تكن تفكر في «أعداء الطبقة» أو «خائنيها» عندما كان الأمر يتعلق بحرية أولئك الذين يفكرون بشكل مختلف، ولم يكن في ذهنها ديمقراطية ليبرالية، بل تعددية اشتراكية.
في مناقشة حادة لها مع نظرية الديكتاتورية للينين وتروتسكي، تتابع وتوضح أنهم، يرتكبون مثل كاوتسكي الخطأ الأساسي المتمثل في ثنائية دكتاتورية/ديمقراطية برلمانية، ورأت أن ذلك سيقود إلى قطبين متضادين بعيدين بنفس القدر عن السياسة الاشتراكية الحقيقية.
لا يمكن للطبقة العاملة إذا بلغت السلطة (عملا بنصائح كاوتسكي الطيبة)، أن تتخلى عن التحولات الاجتماعية وأن تركز على الديمقراطية لوحدها، دون أن تخون بذلك الثورة. يجب عليها فورا أن تقوم بالاجراءات الاشتراكية بكل طاقة وبلا هوادة، وهذا عمل دكتاتوري، ولكنه دكتاتورية الطبقة لا دكتاتورية الحزب أو العصابة، أي بكل عمومية وبمشاركة الجماهير بدون إعاقات، وبديمقراطية غير محدودة.

وتكمل قائلة إن الأمر لا يتعلق بعبادة الديمقراطية الرسمية ولا الاشتراكية أو الماركسية، بل يجب الاستعاضة عن «جوهر الظلم الاجتماعي والافتقار إلى الحرية المغلف بقشرة لطيفة من المساواة والحرية الشكليين» بمحتوى اجتماعي جديد. بهذا المعنى تحدد لوكسمبورغ المفهوم الماركسي لديكتاتورية البروليتاريا:
إن مهمة الطبقة العاملة التاريخية عند بلوغها السلطة هي إقامة الديمقراطية الاشتراكية في مكان الديمقراطية البرجوازية.. الديمقراطية الاشتراكية تبدأ بتفكيك الحكم الطبقي وبناء الاشتراكية، وهي تبدأ باستيلاء الحزب الاشتراكي على السلطة. هذا لا يمكن تسميته بشيء آخر غير دكتاتورية البروليتاريا، نعم دكتاتورية! ولكن هذا الدكتاتورية قوامها استخدام آخر للديمقراطية وليس إلغاؤها، أي بالعمل بكل طاقة وتصميم على تقويض حقوق المجتمع البرجوازي المكتسبة وعلاقاته الاقتصادية التي تقف عائقاً أمام التحولات الاشتراكية. ولكن هذه الدكتاتورية يجب أن تكون من فعل الطبقة، لا من فعل أقلية قيادية باسم الطبقة، ويجب أن تنبثق عن تسييس الجماهير حيث تجري بكل خطواتها بمشاركة الجماهير وتحت تأثيرها المباشر وتحت سيطرة العموم.
شرحت لوكسمبورغ المعضلة التي رأت فيها أن الثورة الروسية في السياق التاريخي بالـ«فشل للبروليتاريا الأممية التام» (والحزب الاشتراكي الديمقراطي الألماني خاصة) في مواجهة الحرب الإمبريالية. إلا أنها رأت أن لينين على الرغم من كل النقد الضروري والمبرر ما زال له فضل التجرؤ على القيام بالثورة، مظهرا بذلك التناقض التاريخي العالمي بين العمل ورأس المال ومدخلا إياه في الوعي، واعتبرت أن ثورة أكتوبر وإن لم تكن الخلاص الفعلي للثورة الروسة، قد شكّلت الخلاص للاشتراكية الأممية.
“ليس مهما هذا السؤال التكتيكي الثانوي أو ذاك، ولكن قدرة البروليتاريا على الفعل، وقوة العمل، وإرادة الاشتراكية على القيام بشيء مماثل. من هنا، مضى لينين وتروتسكي ورفاقهما قدماً كمثال للبروليتاريا في العالم، وكانوا الوحيدين الذين استطاعوا الهتاف مع أولريخ فون هوتن: “لقد تجرأنا!”
 وبررت أيضًا في إجراءاته العنيفة في البداية:
إن الاشتراكية تتطلب سلسلة من الإجراءات العنيفة ضد الملكية الخاصة، ومن يقف أمام عربة الثورة الاشتراكية المندفعة ستتناثر أشلاؤه على الأرض
رأت لوكسمبورغ أن «المسؤولية التاريخية» التي على العمال الألمان قد أصبحت الوقوف لإنهاء الحرب، ولهذا رحبت بحماس بإضرابات يناير الألمانية من أجل السلام وحاولت توعية الألمان بما رأته الهدف التاريخي الكامن، أي الاشتراكية الأممية الدولية.

وعندما أطاحت ثورة نوفمبر الألمانية بالقيصر، نادت لوكسمبورغ على الفور بالثورة البروليتارية:
إن موضوع الثورة الحالية التاريخي هو إلغاء السيطرة الرأسمالية وتحقيق النظام المجتمعي الاشتراكي، وهو عمل ضخم لا يتحقق فورا عبر بعض القرارات الصادرة من فوق، بل بعمل جماهير الطبقة العاملة الواعي في المدن والأرياف.
بعد أن طرد إيبرت «المجلس التنفيذي» من السلطة دعت لوكسمبورغ في 10 ديسمبر 1918 مجالس العمال والجنود إلى الاستيلاء على السلطة، ورأت أن الجمهورية السوفيتية هي برنامج الثورة الطبيعي. ولكن طريق تحول الجندي من «دركي الرجعية» إلى البروليتاري الثوري ما زال طويلا، ويجب أولا على الجيش، الذي خدم «الوطن الأم» حتى الآن، أن يتعلم إخضاع قوته للصالح العام، ومن أجل ذلك أن يوضع تحت سيطرة مجالس العمال السياسية.
حال دون ذلك اتفاق إيبرت السري مع الجنرال غرونر خلال انتفاضة عيد الميلاد، ونتيجة لذلك أسست الجماعات اليسارية الجذرية الحزب الشيوعي الألماني، وحاولت لوكسمبورغ عبثا إقناعه بالمشاركة في انتخابات برلمان فايمار من أجل العمل من أجل استمرار الثورة هناك أيضًا.

### جدلية الصراع الطبقي ومهمة الأحزاب العمالية
تبنت لوكسمبورغ مفهوم ماركس وإنجلز للتاريخ على أنه صراع طبقي مستمر، وفيه تكمن معرفة أسباب الاستغلال وبالتالي إلى تحولات ثورية:
إن البروليتاريا الحديثة لا تخوض نضالها على نحو يحدده كتاب أو نظرية ما، بل إن نضال العمال الحديث قطعة من التاريخ، قطعة من التطور المجتمعي. وفي خضمّ التاريخ، وفي خضمّ التطور نتعلم كيف ينبغي ان نناضل.
في عملية التعلم الثورية هذه تدفع عفوية وتنظيم الطبقة العاملة بعضهما البعض إلى الأمام، وكلاهما بالنسبة إلى لوكسمبورغ «لحظتان» لا ينفصلان داخل نفس العملية ويعتمد كل منهما على الآخر. فالإجراءات غير المخطط لها - على سبيل المثال الاضرابات المتفرقة ضد تخفيضات الأجور - هي استجابة للتحديات الحالية، وفي هذا النضال الأولي يتعرف العمال تدريجياً على مهام وأهداف طبقتهم التاريخية، وترفع هذه البصيرة بدورها نضالهم إلى مستوى أعلى وتؤدي إلى تشكيل منظمات مثل النقابات العمالية، وستركز هذه الإجراءات على أهداف طويلة الأجل وتجمعها، مثل الاتفاقات الجماعية. إن مهمة الحزب العمالي هي توعية الناس بنزعة مقاومة الاستغلال والترويج لها، وليس بوسعه أن يفصل نفسه عن نشاط العمال اليومي:
إن الطبقة العاملة في كل البلدان تتعلم النضال في مسار النضال نفسه، بينما تكون الاشتراكية الديمقراطية طليعة البروليتاريا، جزء منها، من لحمها ودمها، وتبحث عن طرقا وحلولا خاصة لمسائل النضال العمالي بحجم تطور هذا النضال، بينما تحصل هي من على هذا النضال على مؤشرات للمدى الأبعد
رأت لوكسمبورغ أن الإضرابات العفوية بدون وجود تنظيم لن تحقق سوى نجاحات مؤقتة، ولن يكون لها قوة وتأثير دائم من شأنه أن يغير المجتمع. ولكن بدون نشاط العمال الذاتي تفقد منظماتهم زخمها بسرعة ومعه هدفها السياسي، وهو الاشتراكية. بخلاف إنجلز وكاوتسكي ولينين لم تر لوكسمبورغ الحزب العمالي على أنه حزب انتخابي بحت، ولا حزبَ كادر نخبوي ينطلق من البصيرة «العلمية» في مجرى التاريخ:
ليست الاشتراكية الديمقراطية إلا تجسيدا للصراع الطبقي الذي تخوضه الطبقة العاملة، نابعاً عن الوعي بمآلاته التاريخية. إن قيادتها الفعلية هي في الواقع الجماهير ذاتها.. وكلما تطورت الاشتراكية الديمقراطية ونمت اشتد عودها، أخذت الطبقة العاملة الواعية مصيرها بأيديها يوما بيوم، وتولت قيادة كامل الحركة وتحديد معاييرها.  ومثلما تمثل الاشتراكية الديمقراطية حسب البيان الشيوعي طليعة حركة الطبقة العاملة في كل تفاصيل النضال مصالح هذه الطبقة الدائمة في التحرر وكل مصالح العمال الجزئية أمام مصالح الحركة ككل، يكون قادة الاشتراكية الديمقراطية الأقوى والأشد تأثيرا أولئك الذين تحولوا بصورة واعية إلى صوت إرادة وتطلعات الجماهير الواعية، أي إلى مجرد حاملين لقوانين الحركة الطبقية الموضوعية.
بذلك لا ينبغي للحزب أن «يمثل» أو «يقود» البروليتاريا، بل أن يكون «طليعتها» فقط، فلا يكون منفصلا عن الحركة التي تمتزج فيها العفوية والتنظيم، ولكنه ينبثق ويعبر عنها بوعي. الحزب لا يسبق العمال إلا بالبصيرة الثاقبة التي ترى ضرورة الاشتراكية، ولكنها لا تملك الوسيلة لتحقيق ذلك بدونهم، ولا يمكن للحزب التخطيط للثورة وفرضها ما لم يكن العمال أنفسهم راغبين وقادرين وناضجين. لذلك فإن مهمة الحزب هي تدريب وعي العمال على رسالتهم التاريخية، وهي إلى أن يصبحوا قادرين ذاتيا على قلب علاقات الإنتاج.
نشأت نظرية لوكسمبورغ الماركسية حول الصراع الطبقي نتيجةً لتحولات حقيقية: فحوالي العام 1900 اندلعت في أوروبا إضرابات جماهيرية متنامية، خاصة في روسيا وبولندا حيث أدت إلى قيام ثورة عام 1905 التي أجبرت القيصر في النهاية على أن يمنح الشعب حقوقًا ديمقراطية، مثل الحق في تشكيل الأحزاب. وقد أعدت هذه الأحزاب بدورها للثورة التالية التي أطاحت بالقيصر في عام 1917. أرادت لوكسمبورغ من العمال الألمان أن يستفيدوا من هذه التجربة، ولذلك كانت منذ العام 1905 تطالب الحزب الاشتراكي الديمقراطي بالاستعداد بشكل حاسم للإضراب السياسي الشامل، وهدفت بربطها بين االتنظيم الحزبي وتوعية العاملين أن تتجنب أمرين:
- أن يؤدي عمل الأحزاب العمالية اليومي والنشاط النقابي إلى التخلي عن هدف الثورة الاشتراكية العالمية («الانتهازية»، «التحريفية»، «الإصلاحية»)
- أن تتوقف الأشكال التنظيمية التي تنفصل عن واقع العمال عن تمثيل مصالح العمال الحقيقية، وتتحول إلى أشكال تنظيمية جامدة وديكتاتورية ("المركزية[الألمانية] "، «البيروقراطية»).

كان الهدف من تنظيم المجالس العمالية الذاتي تقوية أحزاب العمال في تأكيد المصالح العامة للبروليتاريا، حيث رأت أن فقدان الأحزاب الاتصال بالقواعد سيؤدي إلى فشلها الحتمي. ولكنها كانت تعتقد في المقابل أن تناقضات الرأسمالية الداخلية، والتضاد بين رأس المال والعمل، سيضعان الثورة البروليتارية دوما على جدول الأعمال السياسي، وأن هذه التناقضات وليس الحزب نفسه هي من سيدرب الجماهير لتصبح ثورية. واعتمادا على ذلك فقط يمكن يمكن للأحزاب العمالية تحديد وتحقيق أهدافها قصيرة وطويلة المدى.
تكونت هذه القناعة لدى لوكسمبورغ في فترة الإضرابات الجماهيرية الأولى في بولندا، وتعززت مع إضرابات كبرى مشابهة جرت في روسيا وبلجيكا وشمال أوروبا حوالي عام 1905. وقد حاولت إقناع الحزب الاشتراكي الديمقراطي باستخدام الإضراب العام العابر للحدود الوطنية سلاحاً سياسياً في الوقت المناسب من أجل منع نشوب الحرب العالمية، وعندما فشل ذلك عملياً اتفقت مع لينين على أن الأزمة التي تفاقمت بسبب الحرب ستؤدي إلى ثورة ويجب الاستفادة منها. أكدت الإضرابات الجماهيرية الجديدة التي وقعت أثناء الحرب ثقتها في عفوية الطبقة العاملة التي رأتها تتعلم من هزائمها، حيث أدت خيبة الأمل من قيادة الحزب الاشتراكي الديمقراطي إلى ظهور أشكال جديدة من التنظيم الذاتي، وخاصة بين العمال في صناعات الأسلحة الألمانية. حاولت منظمة سبارتاكوس دفع الحزب الاشتراكي الديمقراطي المستقل وحركة المجالس نحو العمل الثوري المشترك في الوقت المناسب، ولكن العفوية والتنظيم الحزبي فشلا في العمل سوية في ثورة نوفمبر، ونتيجة لذلك أطيح فقط بالنظام الملكي وتأسست جمهورية برجوازية، ولكن لم يتحقق تأميم وسائل الإنتاج المهمة للجهود الحربية الذي نادى به مؤتمر المجالس العام.

### محاربة تمثيل العمال الكاذب
إن الحزب الذي «يمثل» ويطرح نفسه وصيا على العمال في البرلمانات أو «المكتب السياسي» لن يعمل حتمًا لصالحهم، بل ضدهم، وسيتحول إلى أداة لمن أرادوا منع الثورة ودحر نجاحاتها. عندها سيضطر العمال أيضًا إلى محاربة ما يسمى «حزب العمال». في 21 ديسمبر 1918 كتبت لوكسمبورغ في «الراية الحمراء»:
في كل الثورات الماضية تقدمت الأطراف المتحاربة بوجوه مكشوفة.. في الثورة التي نشهدها اليوم لا تظهر المجموعات التي تحمي النظام القديم بيافطات وشعارات الطبقة الحاكمة، بل براية حزب اشتراكي ديمقراطي. فلو كان سؤال الثورة الأساسي واضحا وصريحا: الرأسمالية أم الاشتراكية، لا يكون الشك أو التذبذب في جماهير البروليتاريا الكبرى ممكنا.
ولهذا السبب رأت أن على العمال أن يواصلوا الصراع الطبقي المباشر في ظل الديمقراطية البرجوازية: حسب الظروف في البرلمانات، ولكن أيضًا ضدها، أو فيها وضدها في نفس الوقت. لقد كان الإضراب العام في الواقع هو الشيء الوحيد الذي حال دون قيام دكتاتورية عسكرية يمينية جديدة في عام 1920، ولكن في السنوات التي تلت انقسمت الحركة العمالية إلى معسكرين متخاصمين، قاتل كل منهما الآخر أكثر من عدوهما المشترك، وبالتالي لم يتمكنوا في نهاية المطاف من منع انهيار جمهورية فايمار.

### الإيمان بالثورة البروليتارية
لم يشمل انتقادها القيادة إيبرت فحسب، بل وأيضًا قائدي الحزب الاشتراكي الديمقراطي المستقل هوغو هاسوالحزب الشيوعي الألماني كارل ليبكنخت اللذان خططا لعملية احتلال حي الصحافة في يناير 1919 بشكل بائس، حيث كان هناك حشد كبير من المتظاهرين المنتظرين جاهزين لصد زحف الجنود ونزع سلاحهم، ولكن منفذي العملية تجاهلوهم.
بخلاف كاوتسكي وقيادة الحزب الاشتراكي الديمقراطي لم تؤمن روزا لوكسمبورغ بحتمية قيام الثورة العالمية في أعقاب الفقر وانهيار حكم رأس المال في أثناء الحرب، ورأت أنه إذا فشلت الاشتراكية، فإن الإنسانية مهددة بالانتكاس إلى وحشية لا يمكن تصورها. كان وعيها بذلك هو القوة الدافعة وراء أفعالها، واعتبرت النكسات والهزائم التي تعرض لها العمال دروسا مهمة في تطور وعيهم، زادت من حدة الإدراك التاريخي لضرورة الثورة. إن «فخر» الحركة العمالية ليس فقط في «الانتصار النهائي»، بل وأيضا في المحاولة المستمرة لتحقيقه.

## من مؤلفاتها
- غلاف كتاب مراسلات روزا لوكسمبورغ، ترجمة نهلة الشهال، دار شهريار، 2020الاقتصاد السلعي والعمل المأجور
- ما هو الاقتصاد السياسي ؟
- إصلاح اجتماعي أم ثورة؟

غلاف كتاب مراسلات روزا لوكسمبورغ، ترجمة نهلة الشهال، دار شهريار، 2020

- اتفاقيات التبادل الحر اتفاقيات استعمارية ضد الشعوب
- ما أصل الأول من أيار (1894)[98]
- إصلاح اجتماعي أم ثورة (1900)[99]
- الإضراب الجماهيري (1906)[100]
- في برنامج سبارتاكوس (1918)[101]

## ترجمات إلى العربية
- الإضراب الجماهيري والحزب السياسي والنقابات، دار الطليعة، بيروت، 1970
- الاقتصاد السلعي والعمل المأجور، دار ابن خلدون، بيروت، 1982[AR 8]
- ما هو الاقتصاد السياسي ؟، دار ابن خلدون، سلسلة دليل المناضل، 1980
- إصلاح اجتماعي أم ثورة؟ دار دمشق للطباعة والصحافة والنشر، 1988 /دار الطليعة، بيروت / دار شهريار للنشر والتوزيع، 2021، ISBN 9789922933610، تحميل الكتاب
- عن الثورة والحزب وأفول الرأسمالية - مختارات، ترجمة أحمد فاروق، روزا لوكسمبورغ شتيفتونغ" - فلسطين، 2016، تحميل الكتاب
- اتفاقيات التبادل الحر اتفاقيات استعمارية ضد الشعوب، 2017
- المجتمع البدائي وإنحلاله، ترجمة إبراهيم العريس، دار ابن خلدون، بيروت، 1976[AR 9]
- مراسلات روزا لوكسمبورغ، ترجمة نهلة الشهال، دار شهريار للنشر والتوزيع، 2020، ISBN 9789922933634